# Lotus E20
Lotus E20 – samochód Formuły 1 zaprojektowany przez Jamesa Allisona, Martina Tollidaya i Dirka de Beera i skonstruowany przez Lotus F1 Team. Model ten, będący następcą Renault R31, wziął udział w sezonie 2012. Kierowcami samochodu byli powracający do Formuły 1 były mistrz świata Kimi Räikkönen oraz Romain Grosjean, a także Jérôme d’Ambrosio. W modelu zastosowano innowacyjny system tzw. reaktywnego zawieszenia, który został uznany przez Fédération Internationale de l’Automobile za niezgodny z przepisami. Samochód był napędzany przez silniki Renault i odnosił konkurencyjne rezultaty, zdobywając dziesięć miejsc na podium, jedno zwycięstwo i trzy najszybsze okrążenia. W sezonie 2012 Lotus zdobył 303 punkty, co dało mu czwarte miejsce w klasyfikacji konstruktorów. Zbudowano pięć egzemplarzy modelu. Następcą modelu był Lotus E21.

## Tło
W 1954 roku Colin Chapman ze spółki Lotus Engineering Ltd. wydzielił odpowiedzialną za sporty motorowe podsekcję nazwaną Team Lotus. Team Lotus zadebiutował w Formule 1 w roku 1958. Lotus zdobył w sumie sześć tytułów w klasyfikacji kierowców i siedem w klasyfikacji konstruktorów. Na początku lat dziewięćdziesiątych zespół zaczął przeżywać problemy finansowe, a po Grand Prix Włoch 1994 na skutek długów został przejęty przez zarząd komisaryczny. 17 stycznia 1995 roku właściciel Team Lotus, David Hunt, wskutek zadłużenia zespołu zamknął jego siedzibę.
W 1996 roku malezyjskie przedsiębiorstwo motoryzacyjne Proton zakupiło 63,75% udziałów w Lotus Cars. Od tamtego czasu wielokrotnie pojawiały się doniesienia, że Lotus chce wrócić do Formuły 1.
Lotus pod nazwą Lotus Racing powrócił do Formuły 1 w sezonie 2010 ze wsparciem rządu Malezji i malezyjskich przedsiębiorstw – Protona, Sepang International Circuit, Tune Group czy Naza Motors – oraz licencją od Protona na używanie nazwy Lotus. W pierwszym sezonie po powrocie do Formuły 1 Lotus nie zdobył ani punktu, zajmując dziesiąte miejsce w klasyfikacji konstruktorów.

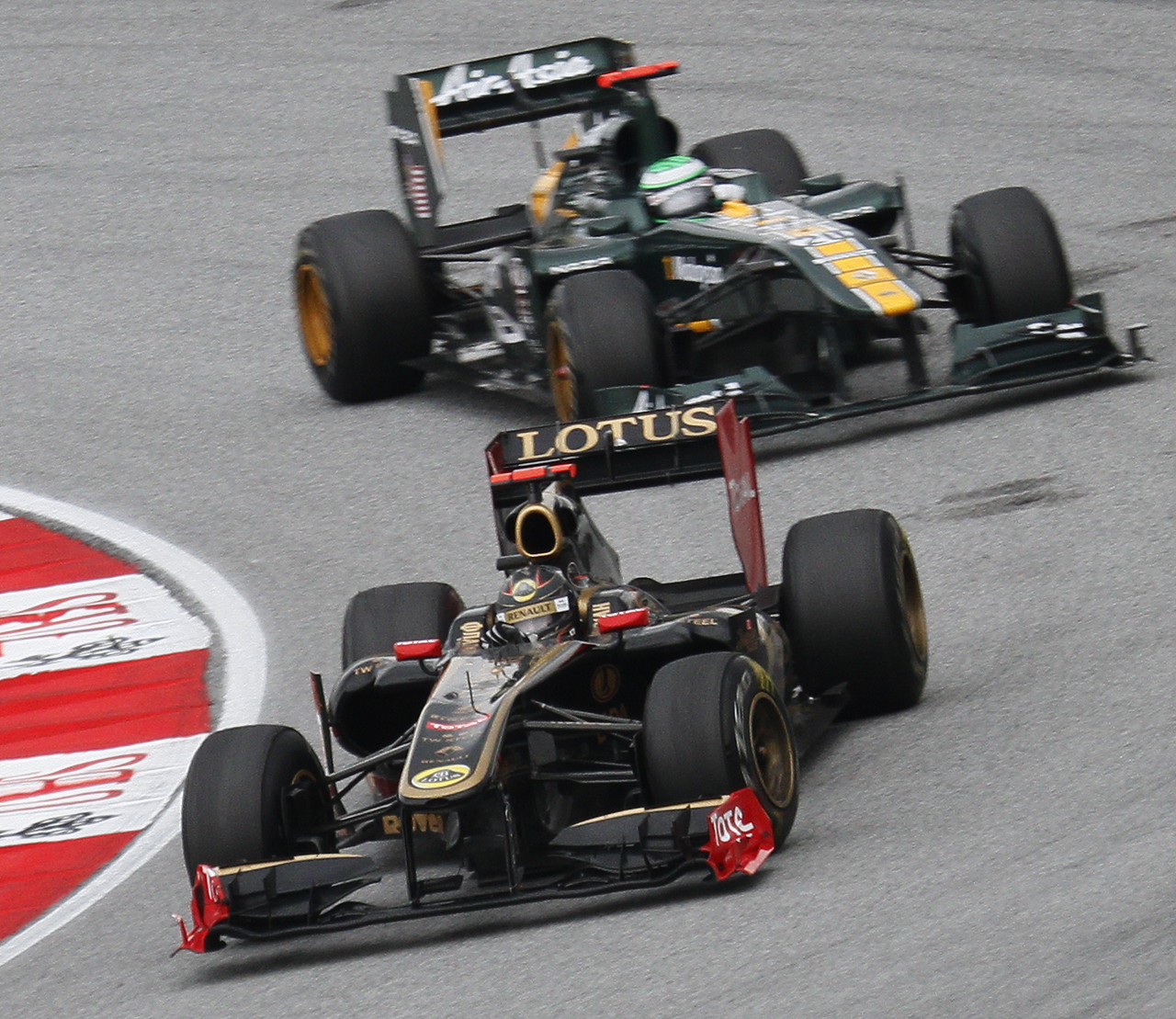
W 2011 roku miał miejsce spór o nazwę Lotus

We wrześniu 2010 właściciel zespołu, Tony Fernandes, ogłosił, że od sezonu 2011 będzie używał nazwy Team Lotus. Po tym fakcie Proton rozwiązał umowę z Fernandesem z powodu „rażących i uporczywych naruszeń licencji przez zespół”, co rozpoczęło spór o nazwę Lotus. Co więcej, w grudniu Grupa Lotus zakupiła udziały w zespole Renault F1 i została tytularnym sponsorem zespołu, zmieniając jego nazwę na Lotus Renault GP. Ponadto na Renault R31 użyto czarno-złotego malowania nawiązującego do malowania stosowanego w latach 70. i 80. w Team Lotus, kiedy to sponsorem zespołu była firma John Player Special; podobnego schematu kolorystycznego wcześniej planował użyć jednak Fernandes, który później wycofał się z tego pomysłu.
W maju 2011 roku sąd ogłosił, że Fernandes wprawdzie naruszył warunki umowy licencyjnej z Grupą Lotus i musi jej wypłacić odszkodowanie, ale ma prawo do wykorzystywania nazwy Team Lotus w Formule 1, podczas gdy Grupa Lotus ma wyłączne prawo do wykorzystywania nazwy Lotus w Formule 1 i może używać czarno-złotych barw nawiązujących do malowania samochodów Team Lotus z okresu sponsoringu przez John Player & Sons w latach 70. i 80..
Wcześniej, w kwietniu, Fernandes wykupił markę Caterham. Już po ogłoszeniu wyroku sądowego Bernie Ecclestone zasugerował Teamowi Lotus zmianę nazwy. Lotus Renault GP i Team Lotus rzeczywiście podjęły kroki mające na celu dojście do ugody i na początku listopada Komisja Formuły 1 zgodziła się na to, by w sezonie 2012 Team Lotus startował jako Caterham, a Lotus Renault GP jako Lotus.

## Silnik i skrzynia biegów
Lotus E20 był napędzany przez ośmiocylindrowe widlaste silniki Renault RS27-2012 o pojemności 2400 cm³. Ta stosowana od 2007 roku czterosuwowa wolnossąca, zamontowana wzdłużnie jednostka dysponowała mocą około 750 KM. Osiem cylindrów w konfiguracji „V” było usytuowanych względem siebie pod kątem 90°. 32 zawory były napędzane pneumatycznie. Głowice cylindrów i tłoki zostały wykonane ze stopów aluminium, wał korbowy z azotowanych stopów stali z przeciwciężarem w postaci stopów wolframu, a korbowód – ze stopów tytanu. Maksymalna liczba obrotów zgodnie z przepisami została ograniczona do 18 000 rpm. Na rozrząd składały się podwójne górne wałki rozrządu. Izolator świec zapłonowych charakteryzował się półpowierzchniowym wyładowaniem iskry. Minimalna masa silnika według przepisów musiała wynosić 95 kg. W samochodzie zastosowano standardowy układ sterowania Microsoft ECU MES. Na przepustnicę składało się osiem zaworów motylkowych. Według ówczesnych przepisów w sezonie jeden kierowca mógł skorzystać z ośmiu jednostek napędowych.
Według przepisów system KERS był dozwolony, ale nieobowiązkowy. Lotus skorzystał z takiego systemu, na który składał się umieszczony z przodu silnika spalinowego silnik elektryczny firmy Renault z generatorem i akumulatorami służącymi do magazynowania energii. W pełni naładowany KERS był w stanie generować 400 kJ energii, co dawało moc równoważną 80 KM.
Siedmiobiegowa, półautomatyczna, tytanowa skrzynia biegów dysponowała systemem „Quickshift”, który powodował, że zmiana biegów odbywała się natychmiastowo, bez straty czasu.
Chłodzone powietrzem chłodnice oleju i wody zostały umieszczone w sekcjach bocznych. Kratki chłodzące zostały zamontowane wraz z monokokiem.
Podczas Grand Prix Korei Południowej w modelu E20 po raz pierwszy zastosowano układ wydechowy wykorzystujący efekt Coandy. W układzie tym, używanym w 2012 roku również przez McLarena, Ferrari i Red Bulla, w tylnej części samochodu stosuje się zakrzywiony kształt nadwozia do kierowania przepływem spalin, co tworzy obszar niskiego ciśnienia nad dyfuzorem samochodu. W układzie zastosowanym przez Lotusa w sekcjach bocznych pojawiły się metaliczne kanały będące niewielkimi wypukłościami. James Allison przyznał, że nieużywanie tego systemu przez Lotusa przyczyniało się do sporych strat. Allison bronił się jednak mówiąc, że prosty wydech maksymalizował moc, a zastosowanie wydechu z efektem Coandy wiązało się z niepewnością uzyskania pożądanego docisku. Po Grand Prix Korei Południowej Lotus był zadowolony z tego układu i pozostawił go w użyciu.

## Nadwozie i zawieszenie
Konstrukcja nadwozia typu monocoque o strukturze plastra miodu została wykonana przez Lotusa z kompozytu włókna węglowego i aluminium. Nadwozie to było zaprojektowane tak, aby przy minimalnej masie uzyskać maksymalną wytrzymałość. Silnik był elementem konstrukcji nośnej. W samochodzie zastosowano schodkowany nos, który powstał z powodu próby kompromisu pomiędzy przepisami obniżającymi nos oraz chęcią utrzymania przez projektantów jak najwyższej przedniej części samochodu (jeśli nos jest podniesiony wyżej, można skierować więcej powietrza pod podłogę i do dyfuzora). Na nosie znalazły się dwa garby, co było dosyć często stosowaną praktyką, ale w modelu E20 nietypowy był fakt, iż jeden garb był znacznie większy od drugiego. Przedni spojler nie różnił się w znacznym stopniu od tych stosowanych przez zespół we wcześniejszych sezonach. Na Grand Prix Chin zmienione zostały kształty bocznych części przednich oraz tylnych spojlerów, a na Grand Prix Hiszpanii zespół przywiózł nową wersję przedniego spojlera, z poprawionymi zewnętrznymi krawędziami, co miało na celu raczej ograniczenie przepływu powietrza przed przednimi kołami aniżeli wytworzenie przedniego docisku. Specjalnie na Grand Prix Singapuru zespół przywiózł nowy tylny spojler, dający taki sam docisk jak podczas Grand Prix Monako, ale poprawiający działanie DRS, to znaczy lepiej przełączający się na ten system z położenia maksymalnego docisku.

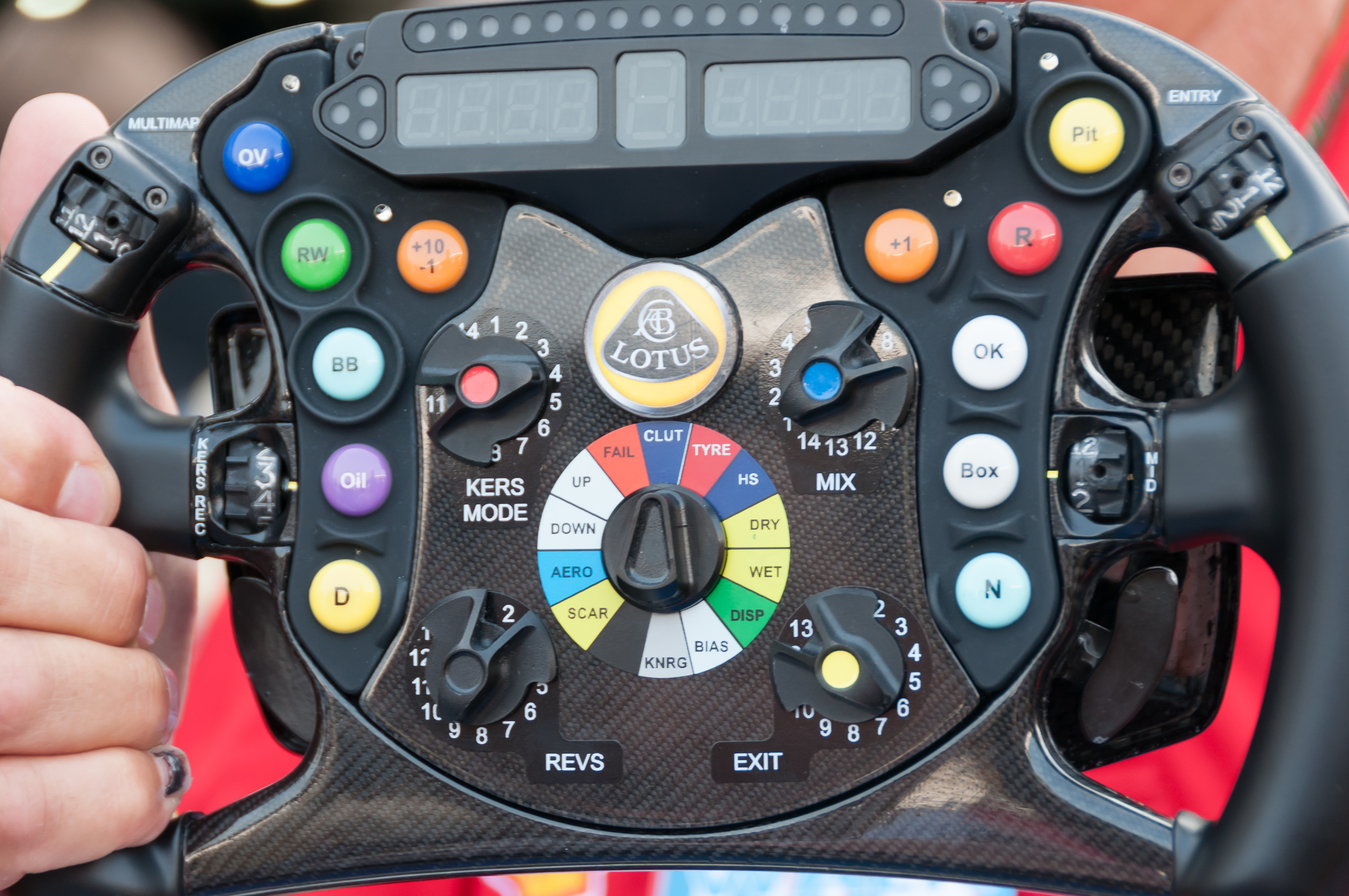
Kierownica Lotusa E20

Wykonany z włókna węglowego wyjmowany fotel kierowcy został dostosowany do budowy ciała kierowcy. W samochodzie zastosowane zostały sześcio- lub ośmiopunktowe pasy bezpieczeństwa firmy OMP Racing. Na kierownicy znajdowały się łopatki do zmiany biegów i sprzęgła oraz sterowanie systemem DRS.
W porównaniu do Renault R31 zawieszenie zostało przeprojektowane tak, by uzyskać lepszą efektywność aerodynamiczną. Na przednie zawieszenie składały się podwójne wahacze z włókna węglowego sterujące wahaczem wewnętrznym poprzez system cięgieł, połączone z drążkiem skrętnym i znajdującymi się wewnątrz amortyzatorami. Tylne zawieszenie stanowiły podwójne wahacze z włókna węglowego, które współpracowały z aktywnymi drążkami ciągnącymi, sprężynami i poprzecznie zamontowanymi amortyzatorami przymocowanymi do górnej części obudowy skrzyni biegów.
W samochodzie używane były opony Pirelli P Zero oraz wykonane ze stopu magnezu kute felgi OZ o średnicy 13 cali. Układ hamulcowy stanowiły węglowe tarcze i klocki hamulcowe. Szczęki hamulcowe zostały wykonane przez firmę AP Racing, a siłowniki główne przez AP Racing i Brembo.
W modelu planowano użyć tzw. reaktywnego zawieszenia, czyli systemu pozwalającego na utrzymanie stałej wysokości zawieszenia podczas hamowania. System ten korzystał z siłowników hydraulicznych umieszczonych poniżej wahaczy, które mogły regulować wysokość zawieszenia i miał być obsługiwany przez kierowców poprzez naciśnięcie odpowiedniego pedału. Dzięki temu rozwiązaniu zakładano poprawę stabilności samochodu oraz redukcję nadmiernego zużycia ogumienia. Początkowo to rozwiązanie uzyskało aprobatę Fédération Internationale de l’Automobile, jednak później federacja zakazała jego stosowania. FIA wyjaśniła, że zmiany dokonane w zawieszeniu (wydłużenie podłużnicy) oraz układzie hamulcowym (zastosowanie nietypowych zacisków) są sprzeczne z zabraniającym stosowania ruchomych urządzeń poprawiających aerodynamikę artykułem 3.15 Regulaminu Technicznego Formuły 1, a cały system narusza artykuł 10.2.3 tegoż regulaminu, zabraniający korekty systemu zawieszenia podczas jazdy samochodem.
Innowacją wprowadzoną w Mercedesie F1 W03 był tzw. podwójny DRS, czyli kanał F aktywowany przez system DRS. Układ ten zakładał umieszczenie wlotów z boków tylnego spojlera, skierowanie powietrza kanałami do przedniej partii samochodu oraz wylot otworami znajdującymi się w spodzie przedniego spojlera. Rozwiązanie to miało na celu obniżenie efektywności przedniego spojlera na prostych po włączeniu systemu DRS, a co za tym idzie, znaczy wzrost prędkości maksymalnej. Ross Brawn opisał system jako „składający się z kilku rurek wykonanych z włókna węglowego, które idą przez dół samochodu”, ale Lotus oprotestował to rozwiązanie; protest brytyjskiego zespołu został jednak odrzucony. W związku z tym Lotus postanowił rozpocząć prace nad podobnym systemem i po raz pierwszy testował go podczas treningów do Grand Prix Niemiec i Grand Prix Węgier. Mimo faktu, że pod koniec lipca ogłoszono, że system ten od sezonu 2013 zostanie zakazany, Lotus planował jego wprowadzenie podczas Grand Prix Belgii. Wersja Lotusa miała bowiem być pasywna, a więc zgodna z regulaminem. Z powodu opadów podczas treningów do Grand Prix Belgii Lotus opóźnił jednak użycie tego systemu. Następnie zespół odłożył debiut systemu na Grand Prix Japonii, tłumacząc się, że nie jest on tak skonfigurowany, by radzić sobie z niskim poziomem docisku podczas Grand Prix Włoch, a używanie go na torze z wysokim poziomem docisku (tj. podczas Grand Prix Singapuru) nie będzie dawać korzyści. Zespół wykluczył później użycie systemu podczas Grand Prix Japonii ze względu na nieodpowiednie jego dostrojenie. System był wprawdzie testowany podczas testów dla młodych kierowców w listopadzie na torze Yas Marina, ale na początku listopada Lotus przyznał, że raczej nie użyje go w sezonie 2012.
Gumowy zbiornik paliwa firmy ATL został wzmocniony kevlarem. Rzeczywista masa całkowita samochodu wynosiła 640 kg. Jego długość liczyła 5038 mm, wysokość 950 mm, a szerokość – 1800 mm. Samochód składał się z 30 tysięcy części, a cały projekt zajął 250 000 roboczogodzin. Zbudowanych zostało pięć egzemplarzy Lotusa E20.

## Kierowcy

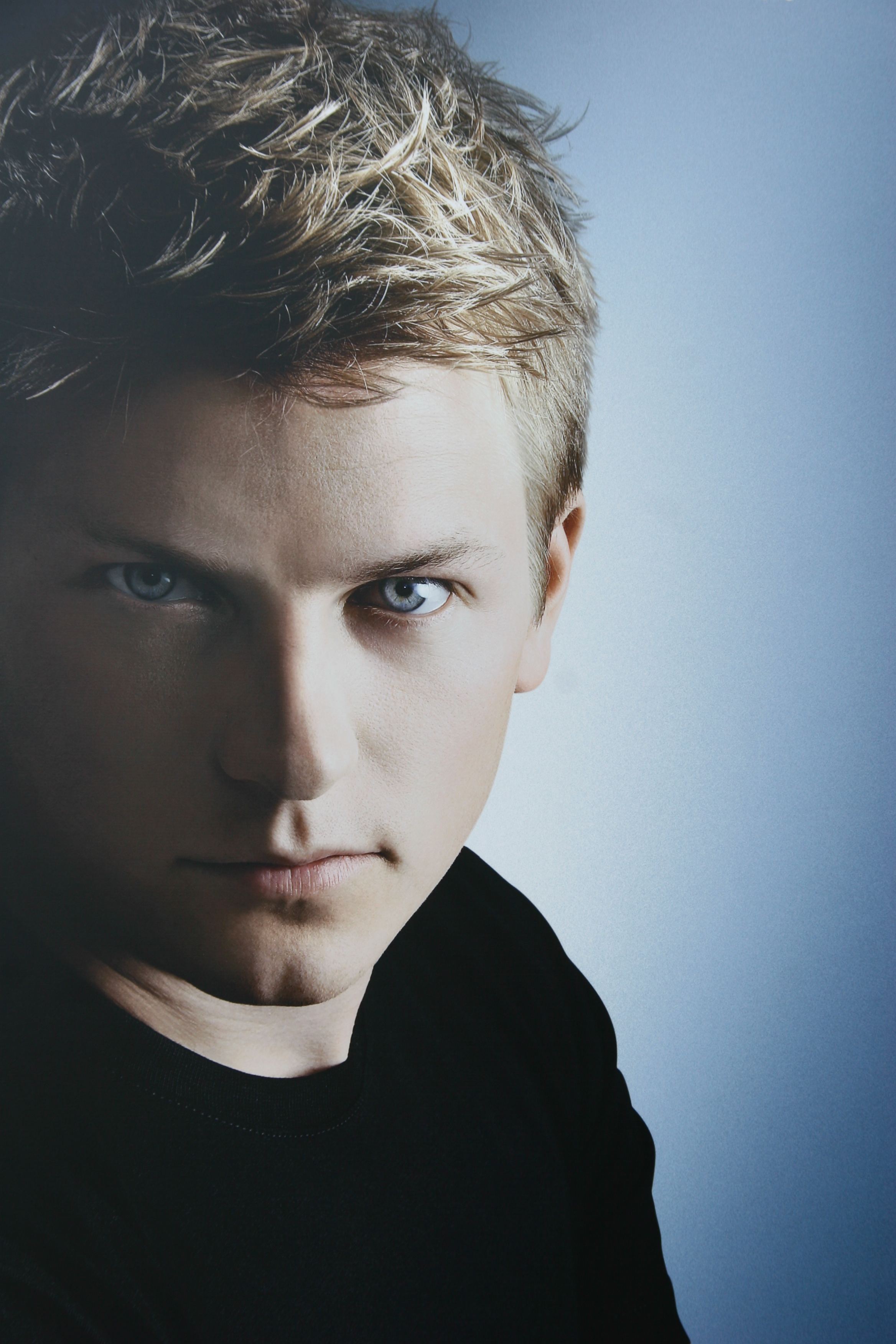
Kimi Räikkönen

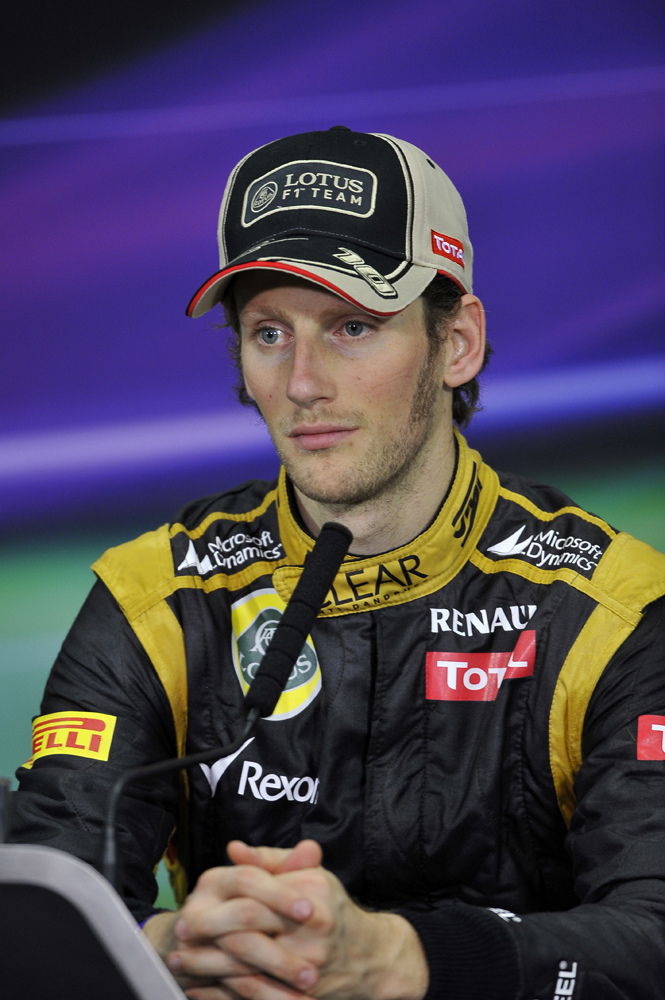
Romain Grosjean

Kierowcami Renault w sezonie 2011 byli Witalij Pietrow oraz Nick Heidfeld, którego później zastąpił Bruno Senna. Pietrow miał na sezon 2012 podpisany kontrakt z Renault (później przemianowanym na Lotus), podczas gdy wśród kandydatów na drugiego kierowcę wymieniano Bruno Sennę, Romaina Grosjeana, Roberta Kubicę, Marka Webbera czy Kimiego Räikkönena.
Pierwszym kierowcą zespołu na sezon 2012 został Kimi Räikkönen. Do 1999 roku Räikkönen z sukcesami startował w kartingu, między innymi wygrywając Mistrzostwa Finlandii ICA, Nordyckie Mistrzostwa ICA czy Fińskie Mistrzostwa Formuły A. W 1999 roku Fin zadebiutował w wyścigach samochodów jednomiejscowych, wygrywając zimową edycję Brytyjskiej Formuły Renault 2.0. Rok później wygrał Brytyjską Formułę Renault 2.0. We wrześniu 2000 roku Räikkönen testował Saubera na torze Mugello, po czym Peter Sauber podjął decyzję o zatrudnieniu Fina w charakterze kierowcy wyścigowego w swoim zespole na sezon 2001. Komisja Formuły 1 przyznała Räikkönenowi superlicencję, dzięki czemu mimo niewielkiego doświadczenia mógł on zadebiutować w Formule 1. W pierwszym swoim sezonie Fin zdobył 9 punktów i zajął 10 miejsce w klasyfikacji kierowców, po czym przeszedł do McLarena. W zespole tym w roku 2003 Räikkönen odniósł swoje pierwsze zwycięstwo i został wicemistrzem świata, które to osiągnięcie powtórzył w sezonie 2005. Na rok 2007 przeszedł do Ferrari, gdzie zdobył tytuł mistrza świata. Po sezonie 2009 i 18 zwycięstwach Fin wycofał się z Formuły 1 i przez dwa lata startował w Rajdowych Mistrzostwach Świata.
Mimo ważnego kontraktu Pietrow nie został kierowcą Lotusa w sezonie 2012, ponieważ zastąpił go Romain Grosjean. W 2001 roku Grosjean wygrał kartingowe Mistrzostwa Francji ICA, a w 2003 roku rozpoczął ściganie się samochodami jednomiejscowymi. W tymże roku Grosjean wygrał mistrzostwa Szwajcarskiej Formuły Renault 1.6 oraz Formuły Lista Junior. W 2004 roku zajął siódme miejsce we Francuskiej Formule Renault 2.0, a rok później wygrał tę serię. W 2006 roku zadebiutował w Formule 3 Euro Series, którą wygrał w roku 2007. W 2008 roku wygrał Azjatycką Serię GP2, zaś w Serii GP2 był czwarty. Ściganie się w Serii GP2 kontynuował w roku 2009 do momentu, gdy w Formule 1 zastąpił w Renault Nelsona Piqueta juniora. Na tle Fernando Alonso Francuz odnosił słabe wyniki przez co był 23 w końcowej klasyfikacji. W 2010 roku Grosjean startował w takich seriach, jak FIA GT1, Auto GP (którą wygrał) oraz Seria GP2. W 2011 roku Francuz startował w Azjatyckiej Serii GP2 oraz Serii GP2 i został ich mistrzem.
Kierowcą testowym Lotusa w 2012 roku został Jérôme d’Ambrosio. W kartingu Belg odnosił dobre rezultaty – wygrał między innymi w 2003 roku Puchar Świata Formuły A. W 2003 roku zadebiutował w wyścigach samochodów jednomiejscowych: wygrał Belgijską Formułę Renault 1.6 oraz był czwarty w Formule König. Rok później we Francuskiej Formule Renault 2.0 zajął czwarte miejsce w klasyfikacji końcowej. W sezonie 2005 ścigał się we Włoszech, zdobywając czwarte miejsce w lokalnej Formule Renault, trzecie w zimowej edycji tej serii oraz szóste we Włoskiej Formule 3000. W roku 2006 d’Ambrosio zajął piąte miejsce we Włoskiej Formule 3000 oraz Euroseries 3000. Rok później ścigał się w Międzynarodowej Formule Master, którą wygrał. W 2008 roku ścigał się między innymi w Serii GP2 oraz Azjatyckiej Serii GP2 – obie te serie ukończył na jedenastym miejscu. Na przełomie roku 2008 i 2009 został wicemistrzem Azjatyckiej Serii GP2, ponadto w latach 2009–2010 nadal ścigał się w Serii GP2, kończąc ją odpowiednio na dziewiątym i dwunastym miejscu. W 2011 roku zadebiutował w Formule 1 w zespole Marussia Virgin Racing, zajmując 24 miejsce w klasyfikacji generalnej.

## Prezentacja i testy
23 stycznia 2012 roku model pozytywnie przeszedł testy zderzeniowe, a zaprezentowany został 5 lutego; prezentacja była transmitowana również za pośrednictwem strony internetowej zespołu. Model został zaprojektowany w Enstone przy użyciu tunelu aerodynamicznego w skali 60% oraz technologii CFD. Nazwa samochodu wzięła się stąd, iż jest to dwudziesty samochód skonstruowany w fabryce w Enstone, gdzie wcześniej produkowano też Benettony i Renault. Jako że Lotus F1 Team nie chciał nawiązywać tradycjami do Team Lotus, a do Tolemana, Benettona i Renault, umieścił na samochodzie trzy gwiazdki, nawiązujące do trzech tytułów mistrza świata konstruktorów, zdobytych przez Benettona (1995) oraz Renault (2005–2006). W oficjalnej zapowiedzi prezentacji Lotus wskazał na zmiany wprowadzone w modelu od 2011 roku oraz nowy skład kierowców. Ujawniono także, że nowym sponsorem zespołu została firma Unilever, promująca na samochodzie marki Clear oraz Rexona. Kimi Räikkönen wyraził nadzieję, że E20 będzie zwycięskim samochodem, a Romain Grosjean wyraził gotowość powrotu do Formuły 1. Szef zespołu, Éric Boullier, zasugerował z kolei, że Lotus E20 ma kilka innowacji. Współwłaściciel zespołu, Gérard Lopez, powiedział, że celem Lotusa jest czwarte miejsce na koniec sezonu.
Po pierwszych jazdach samochodem Räikkönen wypowiadał się o nim pochlebnie, podkreślając fakt, że „samochód dobrze spisuje się na pierwszym i drugim biegu”.

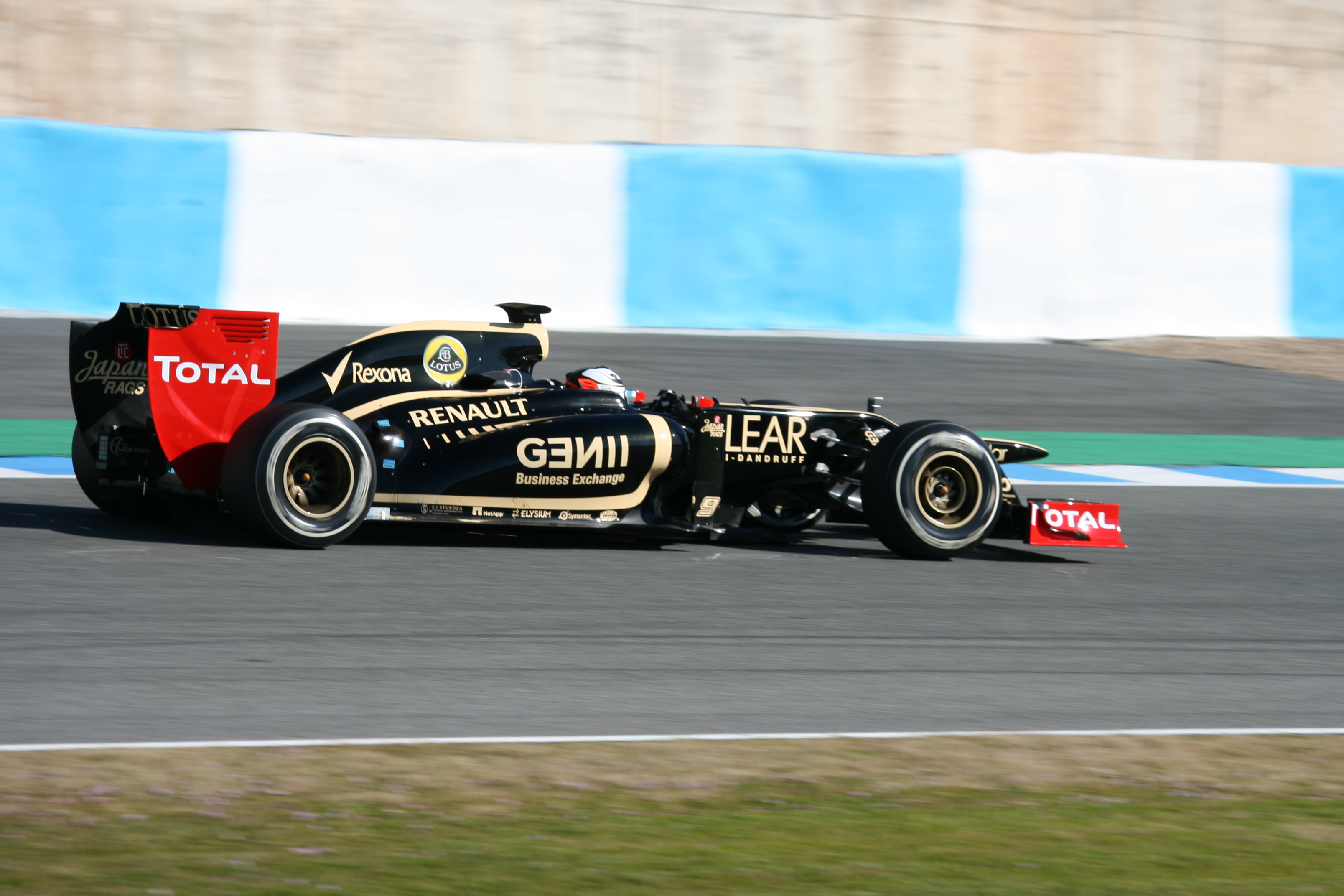
Kimi Räikkönen podczas testów na torze Circuito Permanente de Jerez 7 lutego 2012 roku

Samochód jest łatwy w prowadzeniu i przewidywalny w każdym momencie, zwłaszcza w szybkich zakrętach i gdy przekraczasz limit, łatwo jest wrócić.

Pierwsza grupowa sesja testowa odbyła się w dniach 7–10 lutego na torze Jerez. Pierwszego dnia model prowadził Räikkönen, który objął prowadzenie od samego początku sesji i wygrał ją, przejeżdżając 75 okrążeń i uzyskując najlepszy czas 1:19,670. Fin przyznał, że czas okrążenia nie ma znaczenia, a ważny jest fakt, że nie miał żadnych poważnych problemów, wyraził także zadowolenie z balansu samochodu. Drugiego dnia także testował Räikkönen. Rano Fin wjechał w zakręcie Dry Sack zbyt szeroko, uderzył o krawędź tarki i uszkodził deskę pod podłogą. Mimo to fiński kierowca zdołał pokonać 117 okrążeń i z czasem 1:20,239 był piąty, 1,678 sekundy za pierwszym Michaelem Schumacherem. Trzeciego dnia Lotusa E20 testował Grosjean, który z czasem 1:18,419 i 117 przejechanymi okrążeniami zakończył sesję na drugim miejscu, 0,806 sekundy za Nico Rosbergiem. Grosjean chwalił samochód, który jego zdaniem spisywał się dobrze przy różnym obciążeniu paliwem i na różnych rodzajach ogumienia. Czwartego dnia Grosjean pokonał 95 okrążeń i ustalił dający mu piąte miejsce czas 1:19,729, o 0,852 sekundy gorszy od pierwszego Fernando Alonso. Po pierwszej sesji testowej Lotus był chwalony przez konkurentów: Lewis Hamilton stwierdził, że „Lotus wygląda dość imponująco”, Sebastian Vettel pochwalił szybkość i stałość Lotusa, Mark Webber stwierdził, że czas Grosjeana z trzeciego dnia testów był bardzo dobry, a Nico Hülkenberg określił model E20 jako „rakietę z nieprawdopodobną przyczepnością”. Mistrz świata Formuły 1 z 1982 roku, Keke Rosberg, wyraził opinię, że po pierwszej sesji testowej najlepsze wrażenie sprawiali Red Bull i Lotus.
Druga sesja testowa miała miejsce na torze Circuit de Catalunya w dniach 21–24 lutego. Pierwszego dnia najszybszy okazał się Sebastian Vettel. Grosjean był przedostatni – dziesiąty z czasem 1:26,809, tj. ponad 3,5 sekundy gorszym od Vettela. Było to spowodowane faktem, iż Francuz przejechał tylko siedem okrążeń, ponieważ okazało się, że nowe podwozie samochodu nie zachowuje się tak, jak należy. Pierwotnie Lotus planował kontynuować testowanie z drugim podwoziem, ale jeszcze 21 lutego zespół postanowił całkowicie wycofać się z drugiej sesji testowej i postanowił powrócić do Enstone, by zanalizować problem. Kierowcy zespołu zbagatelizowali tę sytuację. Na początku pojawiły się doniesienia, że problem Lotusa tkwił w mocowaniu silnika, jednak faktyczną przyczyną były kłopoty z mocowaniem jednego z elementów przedniego zawieszenia, które pod koniec lutego zostały wyeliminowane.

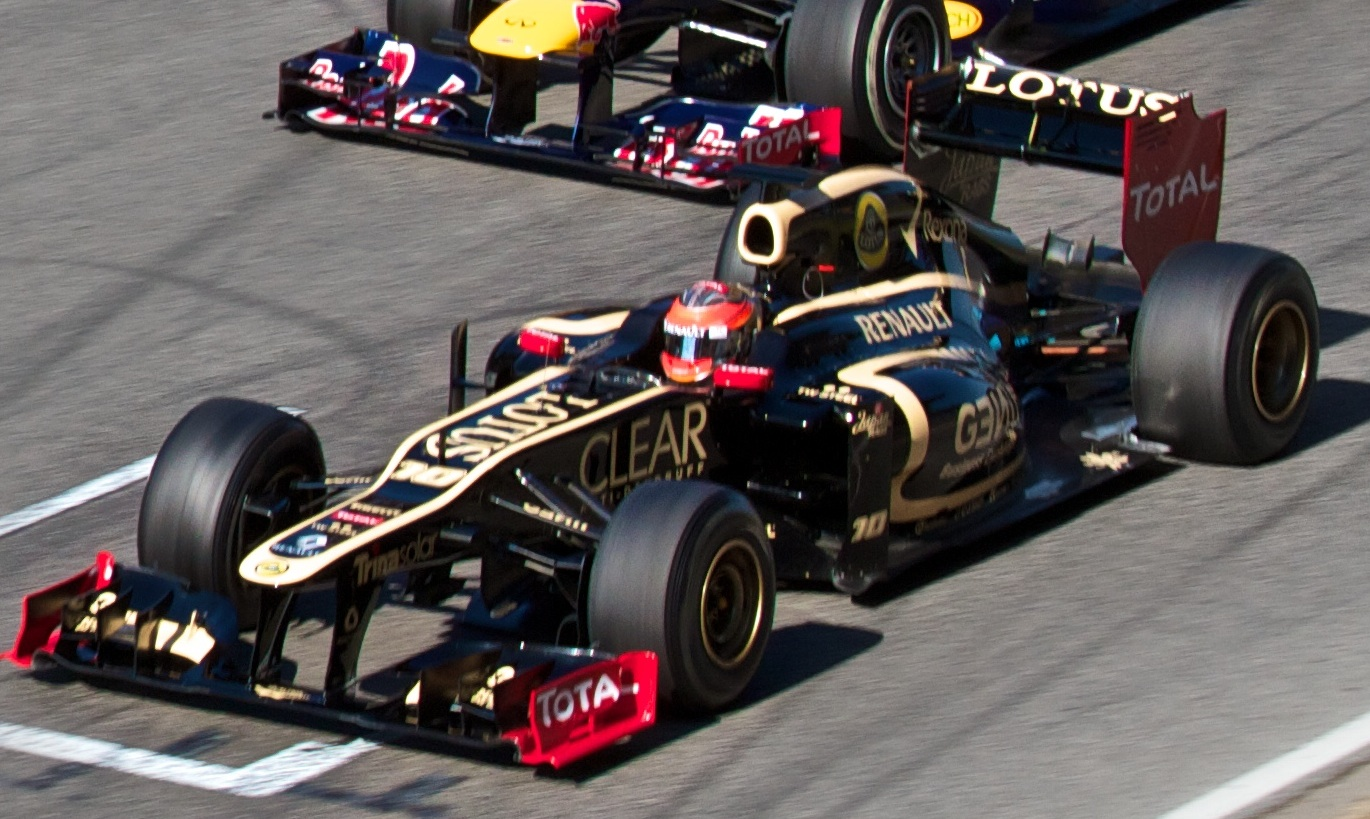
Romain Grosjean podczas testów na torze Circuit de Catalunya 2 marca 2012 roku

Trzecia i ostatnia przedsezonowa sesja testowa miała miejsce w dniach 1–4 marca, ponownie na torze Circuit de Catalunya. Na tę sesję Lotus przywiózł nowy przedni spojler, którego górne elementy były bardziej zakrzywione w porównaniu do starszej wersji. Przez pierwsze dwa dni testował Grosjean, a w dniu trzecim i czwartym – Räikkönen. 1 marca najlepszy czas (1:23,252) po przejechaniu 73 okrążeń uzyskał Grosjean; przed południem Francuz wykonywał krótkie przejazdy, a po południu ustanowił swój najlepszy rezultat, korzystając z miękkich opon. Drugiego dnia Grosjean ponownie okazał się najszybszy, pokonując tym razem 124 okrążenia i ustanawiając czas 1:22,614, ustalony w końcówce sesji po serii szybkich okrążeń, następujących po symulacji wyścigu. Podczas trzeciego dnia Räikkönen przejechał 43 okrążenia, ponieważ w jego samochodzie doszło do usterki kolumny kierownicy. Fin uzyskał ostatni, dziesiąty czas – 1:25,620, ze stratą ponad 3,5 sekundy do pierwszego Sergio Péreza. Räikkönen wygrał za to ostatni dzień testów, przejeżdżając 121 okrążeń i uzyskując najlepszy czas 1:22,030.
Éric Boullier po zakończeniu testów chwalił łatwość prowadzenia modelu oraz dobrą reakcję na poczynania kierowców i inżynierów. Szef Lotus F1 Team zwrócił uwagę na jakość wykonania, dopasowania części i niezawodność.
Wypowiadając się przed Grand Prix Australii Kimi Räikkönen pochwalił przyczepność, skrętność i stabilność samochodu na dohamowaniach.

## E20 w wyścigach
Podczas pierwszej części sesji kwalifikacyjnej (Q1) do Grand Prix Australii Räikkönen podczas próby ustalenia swojego najszybszego okrążenia popełnił błąd i zajął osiemnaste miejsce. Grosjean awansował natomiast do Q3. W ostatniej części kwalifikacji Francuz z wynikiem 1:25,302 zajął trzecie miejsce. Na starcie wyścigu Grosjean spadł na szóste miejsce, wyprzedzony przez Michaela Schumachera, Nico Rosberga oraz Sebastiana Vettela. Pod koniec okrązenia Francuz zderzył się z Pastorem Maldonado i odpadł z wyścigu. Tymczasem Räikkönen wystartował dobrze i po drugim okrążeniu był już dwunasty. Na jedenastym okrążeniu fiński kierowca wyprzedził Sergio Péreza. Po odpadnięciu Schumachera na jedenastym okrążeniu i pit stopach kilku rywali na trzynastym okrążeniu Fin awansował na piąte miejsce. Na 21 okrążeniu Räikkönen zjechał na pit-stop i na tor wrócił na jedenastej pozycji, jednak dwa okrążenia później wyprzedził Kamuiego Kobayashiego, a na 25 okrążeniu – Felipe Massę. Na 37 okrążeniu wskutek awarii Witalija Pietrowa na tor wyjechał samochód bezpieczeństwa, co wykorzystał między innymi Räikkönen, zjeżdżając na drugi pit-stop. Jedno okrążenie po zjeździe samochodu bezpieczeństwa Fin spadł na 10 miejsce po wyprzedzeniu go przez Kobayashiego, a chwilę później zaczął doświadczać problemów z tylnym spojlerem. Na ostatnim okrążeniu Räikkönen wyprzedził Péreza, a po wypadku Maldonado i przebiciu opony przez Rosberga, ukończył Grand Prix Australii na siódmym miejscu.

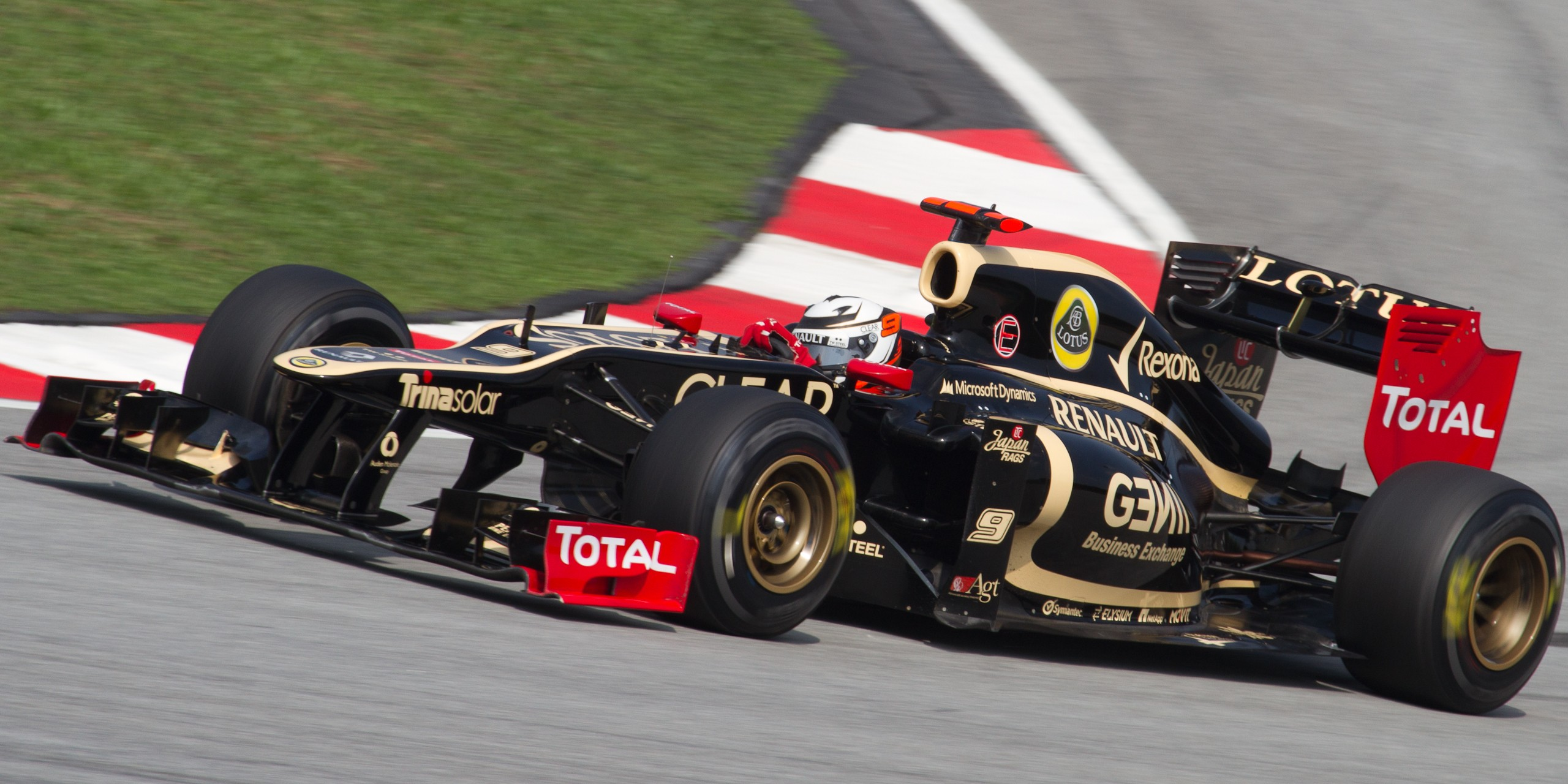
Kimi Räikkönen podczas Grand Prix Malezji

Podczas Grand Prix Malezji obaj kierowcy Lotusa zakwalifikowali się do Q3 (w Q1 Räikkönen i Grosjean uzyskali odpowiednio ósmy i dziewiąty czas, a w Q2 – pierwszy i szósty). W Q3 Räikkönen uzyskał identyczny czas co Mark Webber (1:36,461) i zakwalifikował się na piątej pozycji, ale po nieregulaminowej wymianie skrzyni biegów otrzymał karę przesunięcia o pięć pól startowych, wskutek czego siódmy Grosjean (1:36,658) startował jedną pozycję wyżej. Na starcie deszczowego wyścigu Grosjean awansował na trzecie miejsce, ale jeszcze na pierwszym okrążeniu zderzył się z Schumacherem i spadł na ostatnią pozycję. Z kolei Räikkönen po pierwszym okrążeniu był ósmy. Na czwartym okrążeniu Grosjean wypadł z toru i wycofał się z wyścigu. Okrążenie później Räikkönen zjechał do boksów wymienić opony na deszczowe. Z powodu coraz bardziej intensywnego deszczu na siódmym okrążeniu na tor wyjechał samochód bezpieczeństwa, a dwa okrążenia później przerwano wyścig. Po wznowieniu wyścigu samochód bezpieczeństwa był na torze jeszcze przez pięć okrążeń, po czym zjechał; w tym momencie warunki były już na tyle dobre, że na wymianę opon na przejściowe zjechało na pit-stop kilku kierowców, a wśród nich Räikkönen. Po zjeździe pozostałych kierowców w przeciągu dwóch kolejnych okrążeń Räikkönen był szósty. Na 24 okrążeniu Fin wyprzedził Rosberga. Na 40 okrążeniu tor był już na tyle suchy, że kierowca Lotusa postanowił założyć opony typu slick. Po kolizji Sebastiana Vettela z Narainem Karthikeyanem na 47 okrążeniu Räikkönen awansował na piąte miejsce i na tej pozycji ukończył wyścig. Fin był ponadto autorem najszybszego okrążenia w wyścigu.
W trakcie kwalifikacji do Grand Prix Chin zarówno Räikkönen, jak i Grosjean awansowali do Q3. W trzeciej części kwalifikacji Fin uzyskał dający mu piąte miejsce czas 1:35,898, a Francuz nie przejechał ani jednego mierzonego okrążenia i ukończył kwalifikacje na dziesiątym miejscu. Kara nałożona na drugiego Lewisa Hamiltona za nieregulaminową wymianę skrzyni biegów oznaczała jednak, że do wyścigu Räikkönen startował z czwartego miejsca. Na starcie Räikkönen utrzymał pozycję, a Grosjean został wyprzedzony przez Massę. Po serii pierwszych pit-stopów Räikkönen był siódmy, a Grosjean – dziesiąty. Przed serią drugich pit-stopów Räikkönen był drugi (28 okrążenie), a Grosjean trzeci (32 okrążenie). Wkrótce po powrocie na tor Grosjean wyjechał poza tor, wskutek czego wyprzedzili go Hamilton i Webber. Później Francuz zdołał jednak wyprzedzić Péreza i Maldonado; w międzyczasie Räikkönen awansował na drugie miejsce. W samochodzie Fina na 48 okrążeniu zaczęły bardzo szybko zużywać się opony, wskutek czego w przeciągu dwóch okrążeń spadł on na czternaste miejsce. Grosjean ukończył wyścig na szóstym miejscu, zdobywając pierwsze punkty w Formule 1 w swojej karierze, a Räikkönen finiszował jako czternasty.

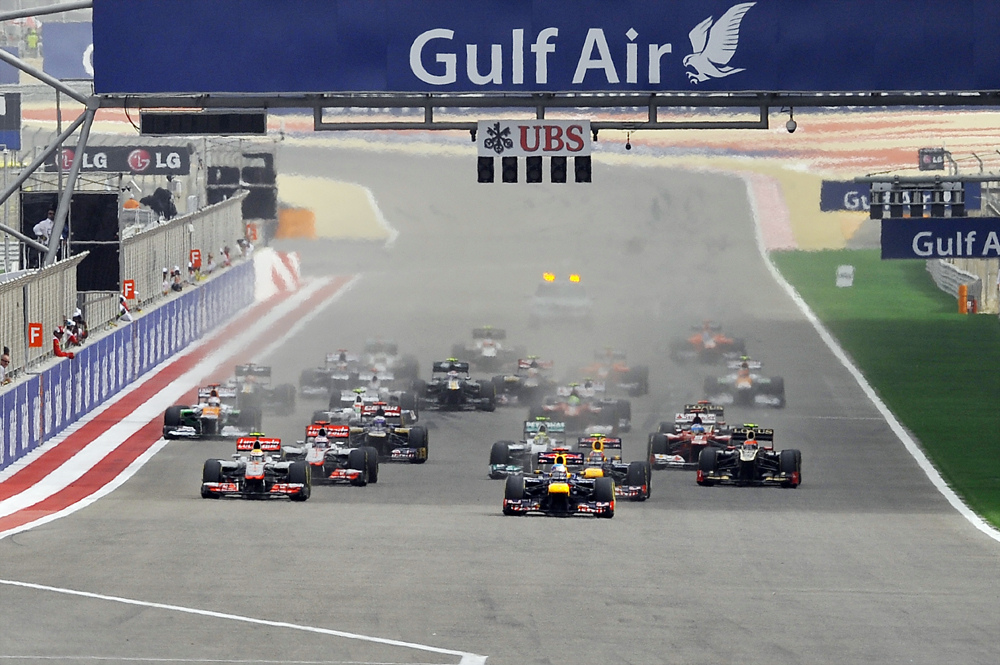
Start do wyścigu o Grand Prix Bahrajnu

Podczas sesji kwalifikacyjnej do Grand Prix Bahrajnu Räikkönen nie zdołał awansować do Q3, ustalając w drugiej części sesji czas 1:33,789, dający mu jedenaste miejsce. Miało to związek z tym, że Fin chciał zaoszczędzić opony na wyścig i w tej części sesji przejechał tylko jedno mierzone okrążenie. Grosjean natomiast awansował do Q3, gdzie uzyskał czas 1:33,008, dający mu siódme miejsce. Na starcie wyścigu Grosjean awansował na czwarte, a Räikkönen – na siódme miejsce. Fin został następnie wyprzedzony przez Felipe Massę, ale zdołał odzyskać pozycję, wyprzedzając dodatkowo Jensona Buttona. Tymczasem na trzecim okrążeniu Grosjean wyprzedził Webbera, a na szóstym Hamiltona i awansował na drugą pozycję. Na dziesiątym okrążeniu Räikkönen wyprzedził Fernando Alonso. Na dziesiątym okrążeniu na pierwszy pit-stop zjechał Grosjean, a okrążenie po nim – Räikkönen. Po powrocie na tor Räikkönen wyprzedził Webbera, co oznaczało, że po pit-stopach di Resty i Kobayashiego był trzeci, notując przy tym lepsze czasy okrążeń od Grosjeana. Na 26 okrążeniu Fin zjechał do boksów, a okrążenie później to samo uczynił Grosjean, który wyjechał za Räikkönenem. Räikkönen bez powodzenia próbował dogonić liderującego Vettela i finiszował na drugim miejscu, trzeci zaś był Grosjean.
W dniach 1–3 maja odbyły się grupowe testy na torze Mugello. Pierwszego dnia model E20 prowadził Jérôme d’Ambrosio. Podczas deszczowych warunków Belg pokonał 40 okrążeń i był czwarty, a jego najlepszy czas wynosił 1:24,048. Drugiego i trzeciego dnia samochód testował Grosjean i wygrał obie sesje. Drugiego dnia Francuz przejechał 97 okrążeń i uzyskał najlepszy czas 1:21,603 (identyczny co Kamui Kobayashi), a trzeciego pokonał 66 okrążeń, a jego najlepszy czas wynosił 1:21,035.
Obaj kierowcy Lotusa brali udział w Q3 podczas Grand Prix Hiszpanii. Grosjean z czasem 1:22,424 był czwarty, a Räikkönen uzyskał czas o 0,063 sekundy gorszy, który dawał mu piąte miejsce. Jednak po kwalifikacjach za nieukończenie okrążenia zjazdowego ukarany został zdobywca pole position, Lewis Hamilton, wskutek czego obaj kierowcy Lotusa startowali jedną pozycję wyżej. Na starcie Grosjean spadł na piąte miejsce, wyprzedzony przez Räikkönena i Rosberga. Na ósmym okrążeniu Francuz awansował jednak na czwartą pozycję. Obaj kierowcy zespołu jechali na trzy pit-stopy. Räikkönen finiszował na trzecim miejscu, a Grosjean – na czwartym. Grosjean zanotował ponadto najszybsze okrążenie wyścigu. Po wyścigu Fin wyraził rozczarowanie osiągniętym przez siebie rezultatem.
W Q3 podczas Grand Prix Monako Grosjean zajął piąte miejsce z czasem 1:14,639, a Räikkönen uzyskawszy czas 1:15,199 był ósmy. Jednakże wskutek kolizji z Bruno Senną podczas Grand Prix Hiszpanii zdobywca pole position, Michael Schumacher, otrzymał karę przesunięcia o pięć miejsc na starcie, co spowodowało, że Grosjean startował do wyścigu z czwartego miejsca. Na starcie Grosjean zjechał w kierunku lewej bandy, a Schumacher zahaczył tylne koło samochodu Francuza przednim kołem, co spowodowało koniec jazdy Grosjeana. Po tym zdarzeniu na tor wyjechał samochód bezpieczeństwa, który zjechał z toru na czwartym okrążeniu. Jako że warunki pogodowe były niepewne (istniało ryzyko deszczu), Lotus postanowił zmienić Räikkönenowi opony najpóźniej, jak to możliwe, co okazało się błędną strategią i Fin regularnie tracił do czołówki. Fiński kierowca zjechał na pit-stop na 29 okrążeniu. Od 40 do 63 okrążenia Räikkönen podążał na jedenastej pozycji, po czym po problemach Schumachera z samochodem awansował o jedno miejsce. Po drugim pit-stopie Jeana-Érika Vergne'a Fin awansował na dziewiąte miejsce i na nim ukończył wyścig.

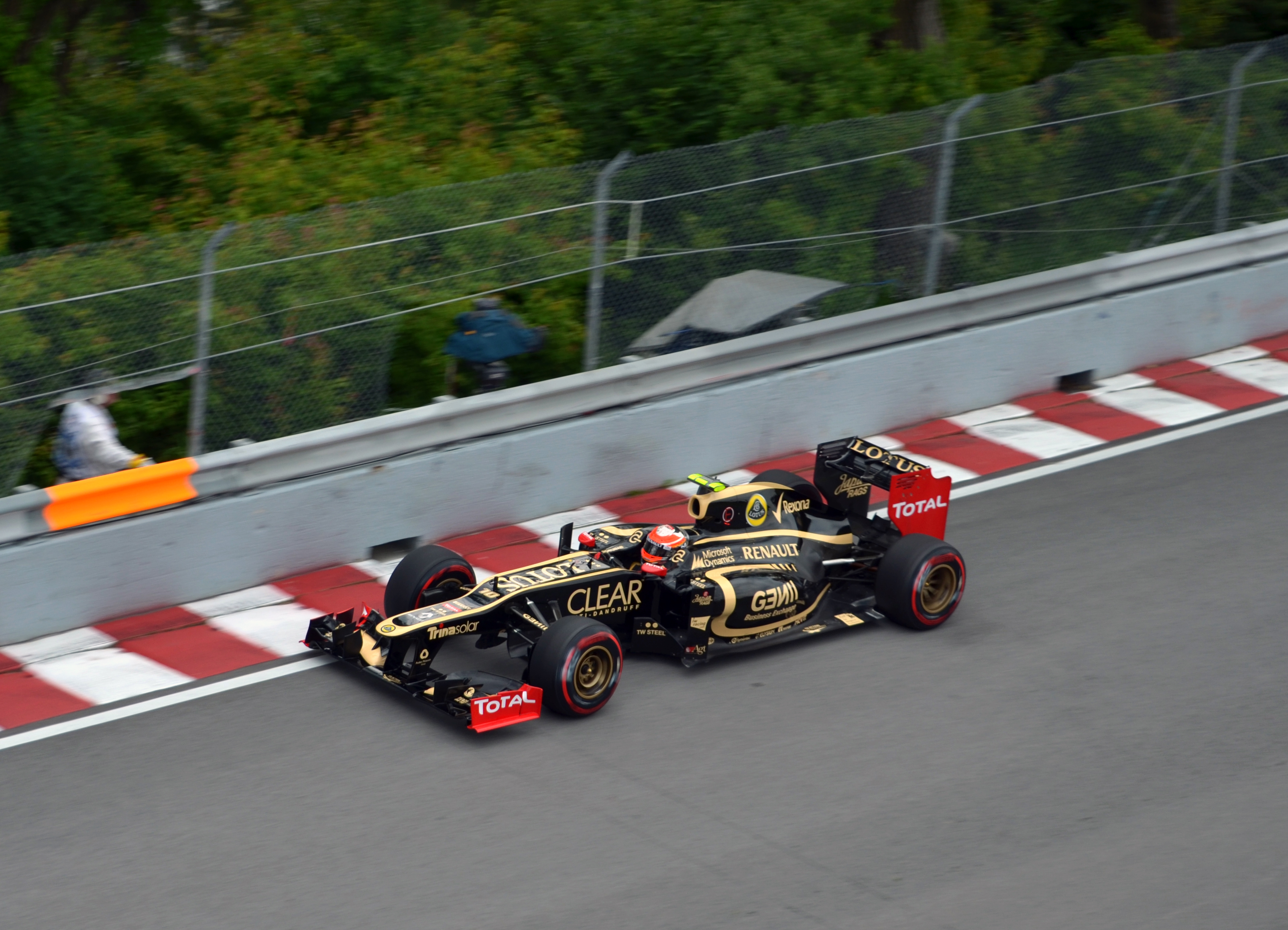
Romain Grosjean podczas Grand Prix Kanady

Podczas drugiej części kwalifikacji do Grand Prix Kanady Kimi Räikkönen ustanowił czas 1:14,734, co dało mu dwunaste miejsce. Grosjean awansował z kolei do Q3, gdzie ustalił czas 1:14,645, pozwalający mu na start do wyścigu z siódmego miejsca. Na starcie Grosjean został wyprzedzony przez di Restę, Räikkönen zaś znalazł się przed Kobayashim. Po błędzie Felipe Massy na szóstym okrążeniu obaj kierowcy Lotusa awansowali o jedną pozycję. Na 15 okrążeniu Räikkönen wyprzedził Buttona przy użyciu systemu DRS. Na 21 okrążeniu Grosjean zjechał na pit-stop. Od tamtej pory na czwartym miejscu jechał Räikkönen, który nie zjechał jeszcze na pit-stop i wstrzymywał kierowców jadących za nim. Fin zjechał na pit-stop na 41 okrążeniu. Po wyjeździe z boksów został wyprzedzony przez Nico Rosberga, a na 51 okrążeniu wyprzedził go także Mark Webber. Z powodu zużywających się opon Vettel zjechał do boksów na drugi pit-stop, dzięki czemu wyprzedził go Grosjean. Francuz wyprzedził ponadto na 65 okrążeniu Fernando Alonso, który podobnie jak Vettel miał problemy z oponami. Grosjean dojechał do mety jako drugi, a Räikkönen finiszował ósmy, w drugiej połowie wyścigu jadąc tuż za Webberem.
Obaj kierowcy Lotusa wzięli udział w Q3 do Grand Prix Europy, gdzie czwarty Grosjean z czasem 1:38,505 był o osiem tysięcznych sekundy szybszy od piątego Räikkönena. Na starcie Grosjean awansował na trzecie miejsce po wyprzedzeniu Pastora Maldonado, a Räikkönen spadł za Kobayashiego. Na 15 okrążeniu na pit-stop zjechał Räikkönen, któremu mechanicy zmienili koła szybciej niż mechanicy Saubera Kobayashiemu, dzięki czemu Fin wyjechał przed Japończykiem, ale za Fernando Alonso. Dwa okrążenia później do boksów zjechał Grosjean, który wkrótce potem wyprzedził Rosberga i di Restę, przez co awansował na drugie miejsce. Räikkönen w ciągu dwóch okrążeń awansował z kolei o cztery miejsca. Na 22 okrążeniu Fin wyprzedził di Restę i był piąty. Od 27 do 33 okrążenia miała miejsce neutralizacja związana z kolizją Jeana-Érika Vergne'a z Heikkim Kovalainen; tuż po zjeździe samochodu bezpieczeństwa obaj kierowcy Lotusa stracili swoje pozycje, Grosjean na rzecz Alonso, a Räikkönen na rzecz Hamiltona. Na 34 okrążeniu z powodu awarii alternatora odpadł jednak Sebastian Vettel i Grosjean oraz Räikkönen zyskali jedną pozycję. Na 41 okrążeniu Grosjean wycofał się z wyścigu z powodu awarii alternatora. Pod koniec wyścigu Räikkönen wyprzedził doświadczającego kłopotów z ogumieniem Hamiltona i ukończył wyścig na drugim miejscu.

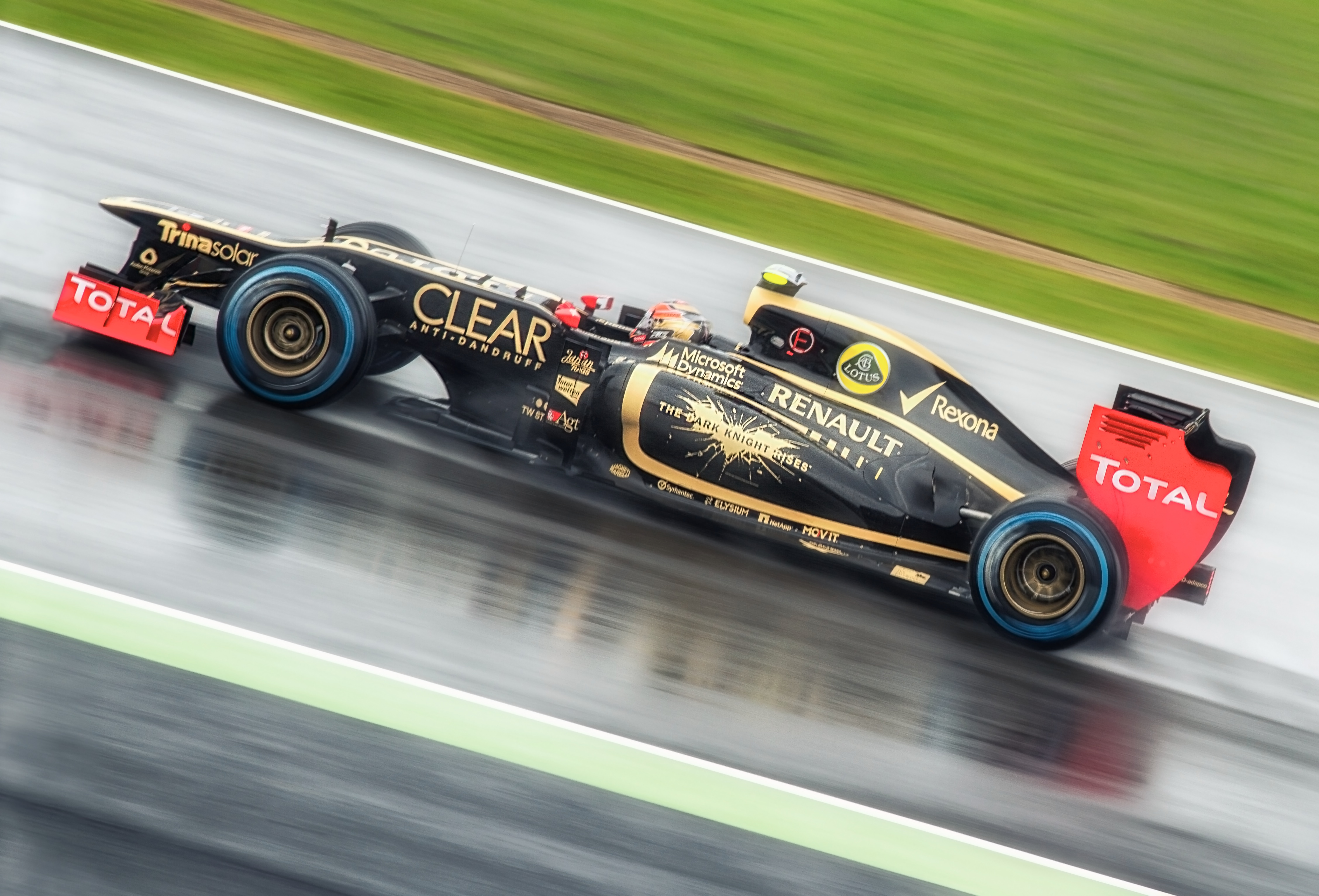
Romain Grosjean podczas Grand Prix Wielkiej Brytanii

Podczas kwalifikacji do Grand Prix Wielkiej Brytanii obaj kierowcy zespołu awansowali do Q3, ale podczas okrążenia zjazdowego w Q2 Grosjean wjechał w żwir i nie wziął udziału w ostatniej części sesji. Räikkönen w deszczowych warunkach ustalił w ostatniej części kwalifikacji czas 1:53,290, który dał mu szóste miejsce. Za nieregulaminową wymianę skrzyni biegów Nico Hülkenberg otrzymał karę przesunięcia o pięć miejsc na starcie, dzięki czemu Grosjean startował z dziewiątej pozycji. Na starcie Francuz uszkodził przedni spojler, a Räikkönen został wyprzedzony przez Maldonado. Na trzecim okrążeniu Grosjean zjechał na wymianę spojlera i opon, a na czwartym Räikkönen odzyskał swoją pozycję. Grosjean odrabiał straty i po serii pit-stopów rywali był ósmy. Na 24 okrążeniu Räikkönen wyprzedził Schumachera. Po drugim pit-stopie Grosjean wyprzedził Rosberga i Buttona. Pod koniec wyścigu Räikkönen bez powodzenia próbował wyprzedzić Felipe Massę i dojechał do mety jako piąty, ustalając także najszybsze okrążenie wyścigu. Grosjean finiszował jako szósty.

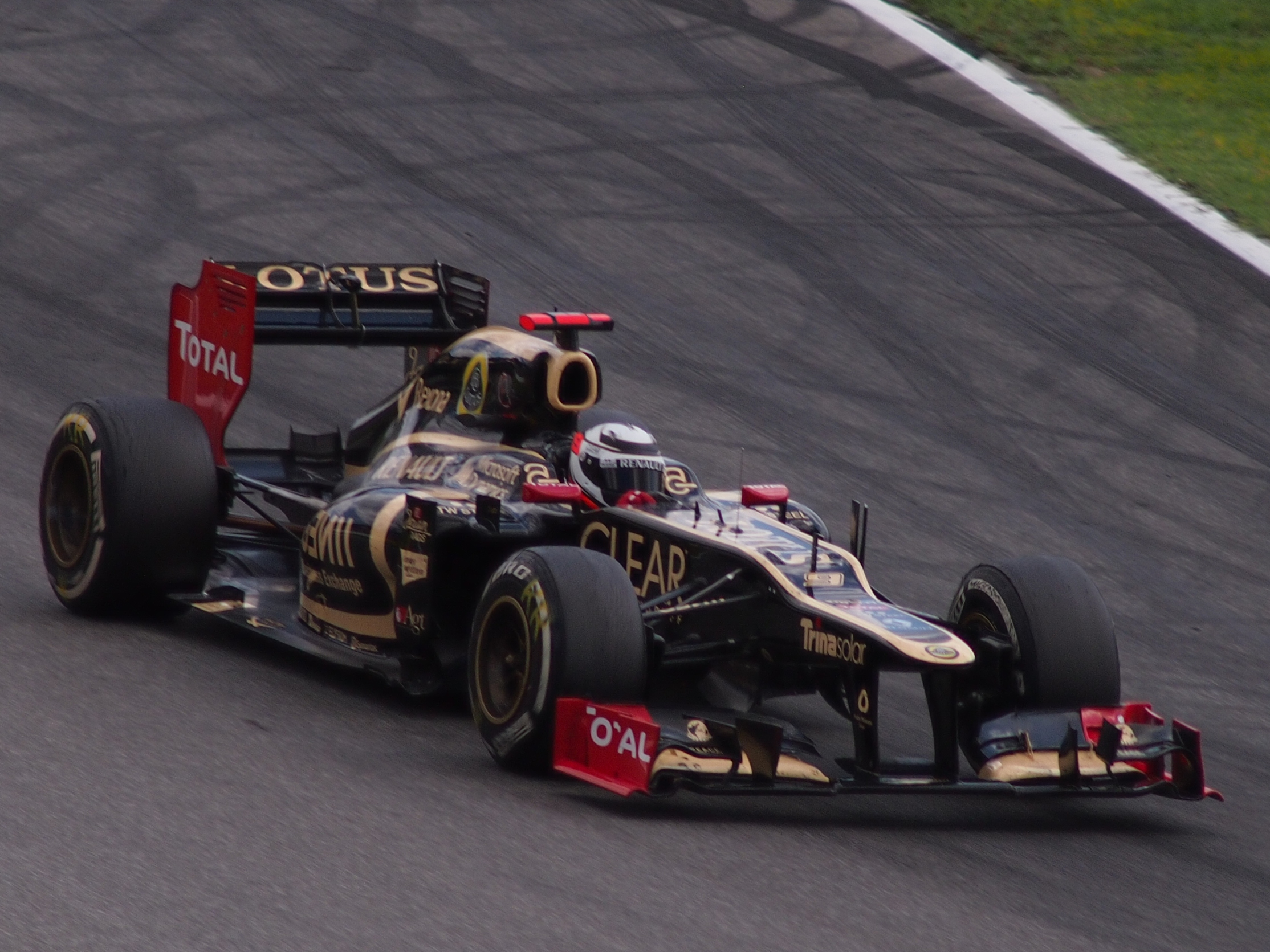
Kimi Räikkönen podczas Grand Prix Niemiec

Pierwsza część kwalifikacji do Grand Prix Niemiec odbywała się w suchych warunkach, ale w Q2 i Q3 spadł deszcz. W tych warunkach Grosjean nie awansował do trzeciej części, uzyskując w Q2 czas 1:40,574 i piętnaste miejsce. Co więcej, w samochodzie Francuza wymieniona została wbrew regulaminowi skrzynia biegów, za co otrzymał on karę przesunięcia o pięć pól startowych. Räikkönen natomiast awansował do Q3, gdzie uzyskał ostatni, dziesiąty rezultat (1:45,811). Na starcie wyścigu doszło do kolizji, w wyniku której Grosjean musiał zjechać na wymianę przedniego spojlera. Räikkönen natomiast walczył o pozycję z Paulem di Restą i na czwartym okrążeniu zdołał wyprzedzić Brytyjczyka. Po pierwszej sesji pit-stopów Fin znalazł się przed Webberem i Maldonado, a na 21 okrążeniu wyprzedził Schumachera i awansował na czwarte miejsce. Fiński kierowca finiszował na tej pozycji, jednak po wyścigu na Sebastiana Vettela nałożono karę doliczenia 20 sekund do końcowego rezultatu za nieprzepisowe wyprzedzenie Jensona Buttona poza torem, wskutek czego w Grand Prix Niemiec Räikkönen był trzeci. Grosjean ukończył wyścig na osiemnastym miejscu.
W końcówce Q3 do Grand Prix Węgier Grosjean uzyskawszy czas 1:21,366 wyprzedził Vettela, co dało mu drugie pole startowe. Räikkönen z czasem 1:21,730 był piąty. W drugim zakręcie pierwszego okrążenia wyścigu Alonso wyprzedził mającego problemy z systemem KERS Räikkönena. Lotus obrał dla Fina dobrą strategię, dzięki czemu po zjeździe na pit-stop na 20 okrążeniu wyjechał on przed Alonso. Grosjean po swoim pit-stopie, dysponując miękkimi oponami, próbował bez powodzenia wyprzedzić Hamiltona. Na drugi pit-stop Francuz zjechał na 39 okrążeniu, ale wyjechał za Alonso, którego nie był w stanie wyprzedzić. Wykorzystał to liderujący wówczas Räikkönen, który powiększał swoją przewagę. Po swoim pit-stopie na 45 okrążeniu Fin wyjechał przed Vettelem, a tuż obok Grosjeana, którego zdołał ostatecznie wyprzedzić. Räikkönen szybko dogonił prowadzącego Hamiltona, ale nie potrafił go wyprzedzić i ukończył wyścig jako drugi. Grosjean natomiast był trzeci.
Obaj kierowcy Lotusa brali udział w Q3 do Grand Prix Belgii, gdzie Räikkönen uzyskał czwarty (1:48,205), a Grosjean dziewiąty (1:48,538) czas. Jednakże kary nałożone na Pastora Maldonado (blokowanie Hülkenberga w Q1) oraz Marka Webbera (nieregulaminowa wymiana skrzyni biegów) spowodowały, że kierowcy Lotusa startowali jedną pozycję wyżej. Na starcie Grosjean zepchnął Hamiltona, który stracił kontrolę nad samochodem i uderzył w tył samochodu Francuza, który zderzył się także z Pérezem i Alonso. Na tor wyjechał samochód bezpieczeństwa, a Räikkönen jechał w tym momencie na drugim miejscu, za Jensonem Buttonem. Po zakończeniu neutralizacji na piątym okrążeniu Fin został wyprzedzony przez Nico Hülkenberga. Na jedenastym okrążeniu kierowca Lotusa zjechał na pierwszy pit-stop. Hülkenberg po swoim pit-stopie na 14 okrążeniu wyjechał za Räikkönenem, który zdołał później wyprzedzić Nico Rosberga. Po pit-stopach Schumachera (19 okrążenie) i Vettela (21 okrążenie) Fin awansował na drugie miejsce. Na 29 okrążeniu Räikkönen zjechał na drugi pit-stop i wyjechał za Vettelem i Schumacherem. Na 32 okrążeniu Fin wyprzedził Schumachera w szykanie Bus Stop, jednak ten chwilę później odzyskał pozycję po użyciu systemu DRS. Na 34 okrążeniu Räikkönen wyprzedził Schumachera w zakręcie Eau Rouge i utrzymał trzecie miejsce aż do mety.
Po Grand Prix Belgii Mark Webber nazwał Grosjeana „wariatem pierwszego okrążenia”. Za spowodowanie kolizji w Grand Prix Belgii Francuz został zawieszony przez Fédération Internationale de l’Automobile na Grand Prix Włoch; był to pierwszy przypadek zawieszenia kierowcy za spowodowanie kolizji od 1994 roku, kiedy to na jeden wyścig zawieszono Eddiego Irvine’a (za spowodowanie kolizji w Grand Prix Brazylii) oraz Mikę Häkkinena (za kolizję podczas Grand Prix Niemiec). Na Grand Prix Włoch Grosjeana zastąpił Jérôme d’Ambrosio.

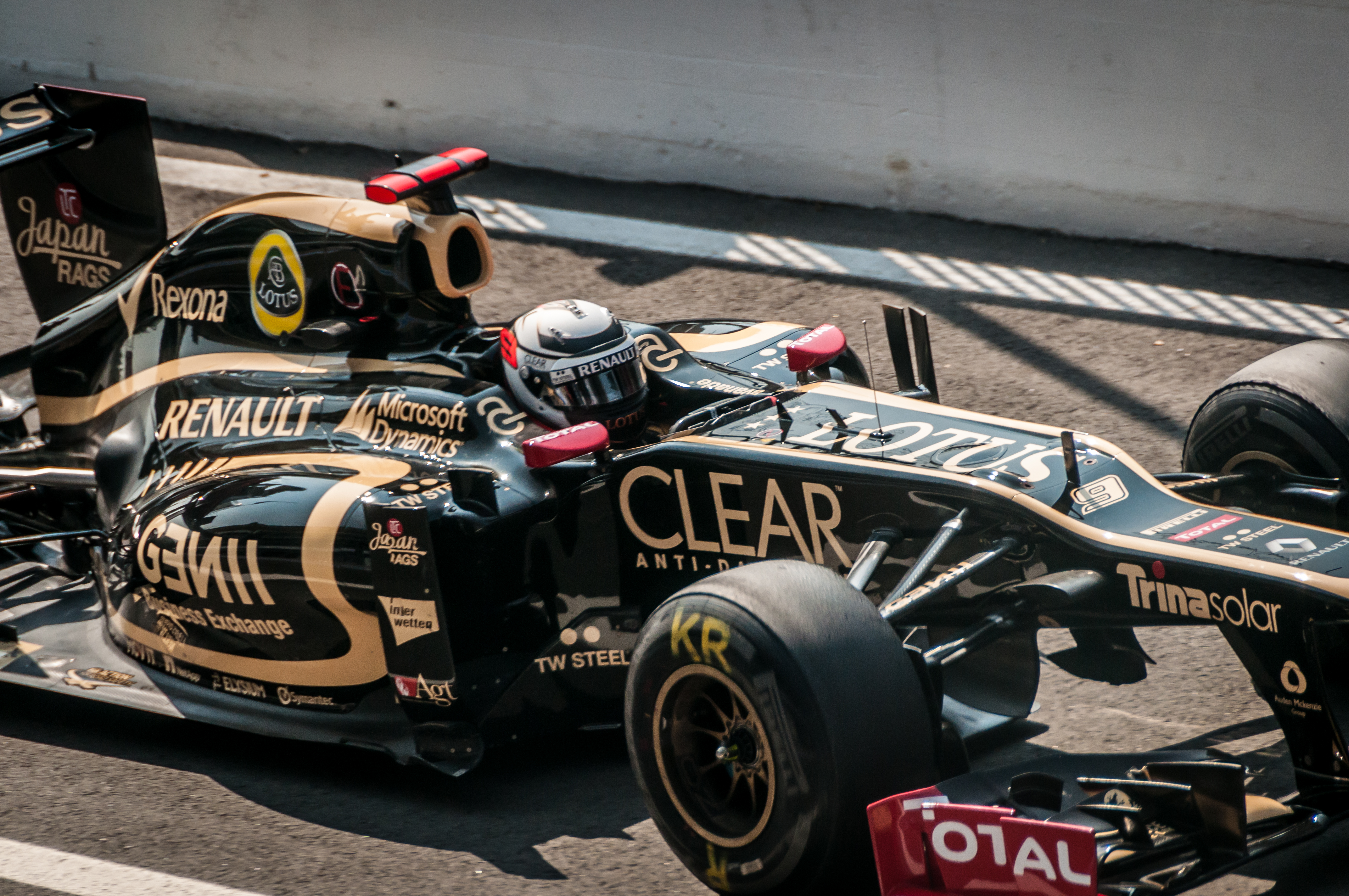
Kimi Räikkönen podczas Grand Prix Włoch

Podczas Q1 do Grand Prix Włoch d’Ambrosio zajął ostatni premiowany awansem czas, a w Q2 z rezultatem 1:25,408 był szesnasty. W wyścigu Belg startował jednak z piętnastego miejsca, ponieważ za falstart i kolizję z Timo Glockiem podczas Grand Prix Belgii Pastora Maldonado ukarano przesunięciem o dziesięć pozycji startowych. Räikkönen awansował do Q3, gdzie z wynikiem 1:24,855 był ósmy, ale wskutek kary nałożonej na Paula di Restę za nieregulaminową wymianę skrzyni biegów startował jako siódmy. Na pierwszym okrążeniu wyścigu Fin został wyprzedzony przez Fernando Alonso. Na szóstym okrążeniu w samochodzie d’Ambrosio awarii uległ KERS. Na 17 okrążeniu Räikkönen został wyprzedzony przez Sergio Péreza, a okrążenie później zjechał na pit-stop, po którym wyjechał za Michaelem Schumacherem. D’Ambrosio zjechał na pit-stop na 27 okrążeniu. Po swoim pit-stopie Pérez wyprzedził jadącego na piątej pozycji Räikkönena na 36 okrążeniu, ale ten odzyskał swoją pozycję okrążenie później, kiedy to wyprzedził zjeżdżającego na pit-stop Michaela Schumachera. Wyścig Räikkönen ukończył na piątej pozycji, a d’Ambrosio – na trzynastej.

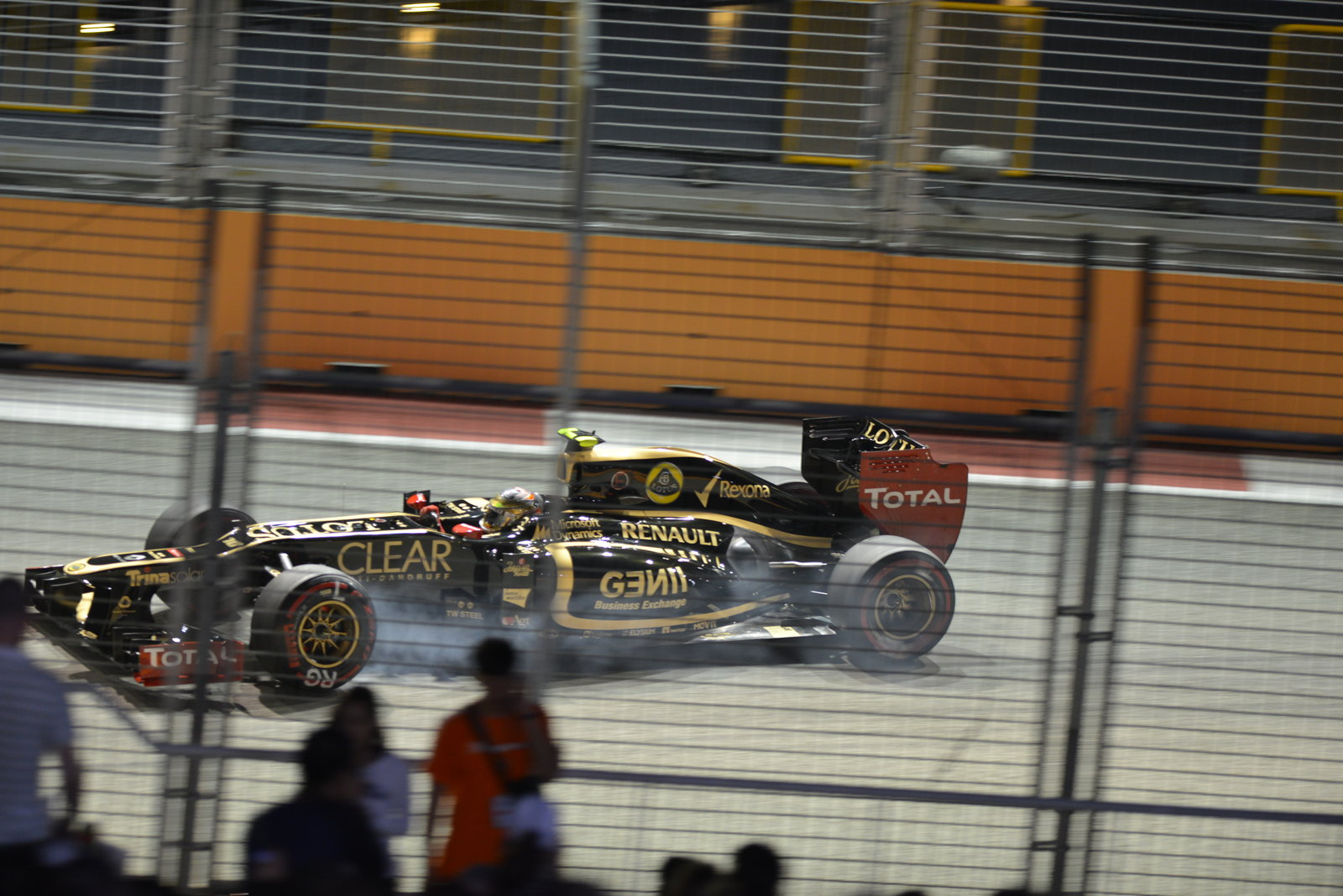
Romain Grosjean podczas Grand Prix Singapuru

Podczas Q2 do Grand Prix Singapuru Grosjean zahaczył o bandę i musiał zjechać do garażu, jednak jego samochód został naprawiony i na pięć minut przed zakończeniem tej części sesji Francuz ponownie wyjechał na tor. Grosjean zdołał awansować do Q3 w przeciwieństwie do Räikkönena, który uzyskał czas 1:48,261, dający mu dwunaste miejsce. W trzeciej części kwalifikacji Grosjean uzyskał ósmy czas – 1:47,788. W trakcie wyścigu po pierwszej sesji pit-stopów Francuz znalazł się za Nico Rosbergiem. Na 32 okrążeniu Grosjean zjechał na drugi pit-stop, a okrążenie później to samo uczynił Räikkönen. W tym czasie po wypadku Naraina Karthikeyana na tor wyjechał samochód bezpieczeństwa. Tuż przed wznowieniem wyścigu Grosjean był dziewiąty, a Räikkönen – dwunasty. Tuż po wznowieniu rywalizacji Grosjean wyprzedził Hülkenberga i Péreza; doszło ponadto do wypadku Vergne'a i Schumachera, co spowodowało drugi wyjazd samochodu bezpieczeństwa, podczas którego na pit-stop zjechali Webber, Hülkenberg i Pérez. Oznaczało to, że po kolejnym wznowieniu wyścigu Grosjean był szósty, a Räikkönen znajdował się tuż za nim. Na 46 okrążeniu Grosjean przepuścił szybszego Räikkönena. Fin finiszował na szóstym miejscu, a Francuz dojechał do mety na siódmej pozycji.

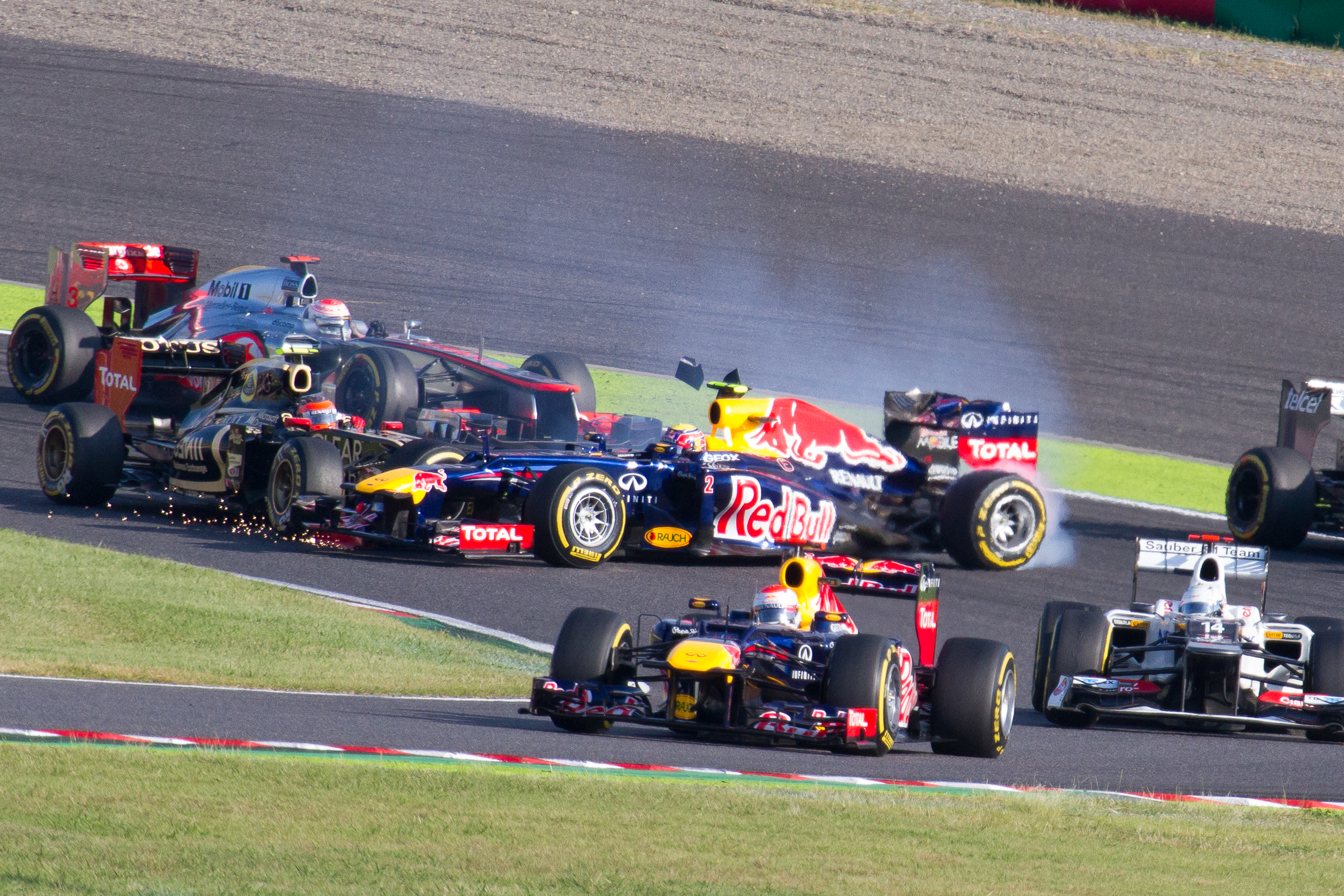
Kolizja Romaina Grosjeana i Marka Webbera podczas Grand Prix Japonii

W Q3 do Grand Prix Japonii Romain Grosjean uzyskał czas 1:31,898, a Kimi Räikkönen – 1:32,208, co pozwoliło kierowcom Lotusa na zajęcie odpowiednio piątego i ósmego miejsca. Jednakże kara nałożona na Jensona Buttona za wymianę skrzyni biegów niezgodną z regulaminem spowodowała, że zarówno Grosjean, jak i Räikkönen startowali pozycję wyżej. Na starcie wyścigu doszło do kilku kolizji, między innymi Grosjeana z Markiem Webberem, za którą Francuz musiał odbyć karę stop & go. Ponadto Räikkönen zetknął się z Alonso, wskutek czego Hiszpan zakończył jazdę. Na tor wyjechał samochód bezpieczeństwa; Räikkönen był wówczas piąty. Tuż po zjeździe samochodu bezpieczeństwa na trzecim okrążeniu Sergio Pérez próbował wyprzedzić Fina, ale próba ta zakończyła się niepowodzeniem. Na 14 okrążeniu Räikkönen zjechał na pierwszy pit-stop, po czym wyprzedził Vergne'a i Kovalainena. Po pit-stopie Péreza znalazł się także przed Meksykaninem. Na 31 okrążeniu Räikkönen zjechał na drugi pit-stop, a Lewis Hamilton po odbyciu swojego pit-stopu wyprzedził Fina. Pod koniec wyścigu w samochodzie jadącego na 15 miejscu Grosjeana opony zużyły się na tyle, że postanowił on wycofać się na 52 okrążeniu i został sklasyfikowany na 19 miejscu. Räikkönen ukończył rywalizację na szóstej pozycji.
W trzeciej części kwalifikacji do Grand Prix Korei Południowej Räikkönen z czasem 1:37,625 był piąty, a Grosjean z wynikiem 1:37,934 – siódmy. Na starcie wyścigu obaj kierowcy stracili jedną pozycję: Räikkönen został wyprzedzony przez Massę, a Grosjean – przez Hülkenberga. Na 14 okrążeniu na pierwszy pit-stop zjechał Francuz, a okrążenie później – Fin. Na 17 okrążeniu Räikkönen wyprzedził Péreza. Na 24 okrążeniu fiński kierowca zbliżył się do Hamiltona, który trzy okrążenia później zjechał na swój drugi pit-stop. Na 32 okrążeniu na drugi pit-stop zjechał Grosjean, a trzy okrążenia później – Räikkönen. Francuz zdołał wyprzedzić później Hülkenberga w momencie, gdy ten wyjeżdżał z alei serwisowej. Następnie próbował wyprzedzić Hamiltona, co wykorzystał Hülkenberg, który znalazł się zarówno przed Francuzem, jak i Brytyjczykiem. Grosjean ukończył wyścig jako siódmy, podczas gdy jego zespołowy partner był piąty.
Grosjean nie zdołał awansować do Q3 podczas kwalifikacji do Grand Prix Indii (11 miejsce, 1:26,136), jednak ta sztuka udała się Räikkönenowi, który w ostatniej części sesji z czasem 1:26,236 był siódmy. W trakcie wyścigu na 15 okrążeniu Grosjean wyprzedził dziesiątego Maldonado, a na 23 okrążeniu znalazł się przed Rosbergiem. Po pit-stopie na 36 okrążeniu Grosjean wyjechał jako dziewiąty Pod koniec wyścigu Francuz jechał blisko Hülkenberga, ale nie zdołał go wyprzedzić. Räikkönen ukończył zawody na siódmej pozycji.

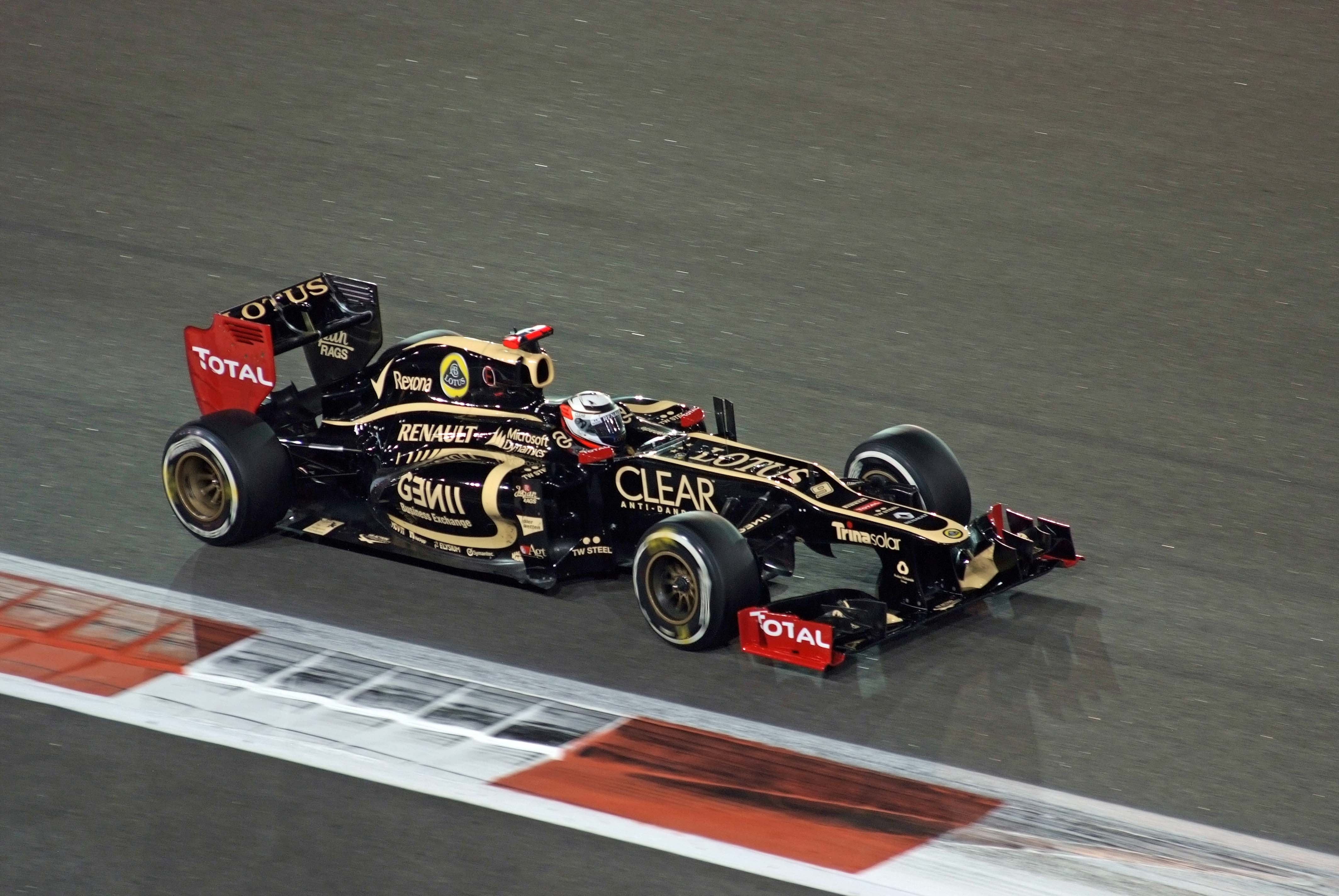
Kimi Räikkönen podczas zwycięskiego Grand Prix Abu Zabi. Było to pierwsze zwycięstwo Räikkönena od Grand Prix Belgii 2009 i pierwsze zwycięstwo Lotusa od Grand Prix USA Wschód 1987

Jestem zadowolony z Kimiego, wykonał świetną robotę. Naciskaliśmy bardzo mocno przez cały sezon i nieraz już prawie nam się udało. Pojawia się mała frustracja, że nie udało nam się wygrać wcześniej i czekaliśmy na to, jednak wygrana to fantastyczne uczucie i świetna nagroda dla zespołu. To świetne dla Formuły 1, to świetne dla Kimiego i naszego zespołu.

W Q3 do Grand Prix Abu Zabi Räikkönen był czwarty (1:41,260), a Grosjean dziesiąty (1:41,778). Zdobywca trzeciego pola startowego, Sebastian Vettel, został wykluczony z wyników kwalifikacji z powodu faktu, iż po sesji w jego samochodzie pozostało zbyt mało paliwa, wskutek czego kierowcy Lotusa startowali pozycję wyżej. Na starcie Räikkönen awansował na drugie miejsce, a Grosjean zderzył się z Rosbergiem i zjechał na wymianę spojlera. Na 7 okrążeniu zderzyli się ze sobą Rosberg i Karthikeyan, wskutek czego na tor wyjechał samochód bezpieczeństwa. Wykorzystał to Grosjean, zjeżdżając na drugi pit-stop. Na 20 okrążeniu prowadzący Hamilton wycofał się z wyścigu i prowadzenie objął Räikkönen. Fin cały czas prowadził w wyścigu, a Grosjean regularnie zyskiwał pozycje. Na 38 okrążeniu jadący na piątym miejscu Grosjean został wyprzedzony przez Péreza i di Restę. Podczas walki z di Restą Meksykanin wyjechał poza tor, a podczas powrotu uderzył w Grosjeana, który został uderzony również przez Webbera i zakończył rywalizację. Wskutek tego na torze po raz drugi pojawił się samochód bezpieczeństwa, a po jego zjeździe na 43 okrążeniu Räikkönen zaczął oddalać się od rywali. W końcówce wyścigu drugi Alonso nadrabiał straty do Fina, ale na przedostatnim okrążeniu popełnił błąd, przez który nie zbliżył się na mniej niż sekundę do Räikkönena i nie mógł przez to użyć DRS. Räikkönen wygrał Grand Prix Abu Zabi z przewagą 0,885 sekundy nad Alonso. Było to osiemdziesiąte zwycięstwo Lotusa jako konstruktora, a pierwsze od 1987 roku, kiedy to Ayrton Senna wygrał dla Lotusa Grand Prix Monako i Detroit. Było to również 19 zwycięstwo Räikkönena i 48 wygrana zespołu mającego siedzibę w Enstone, a znanego wcześniej jako Benetton i Renault.

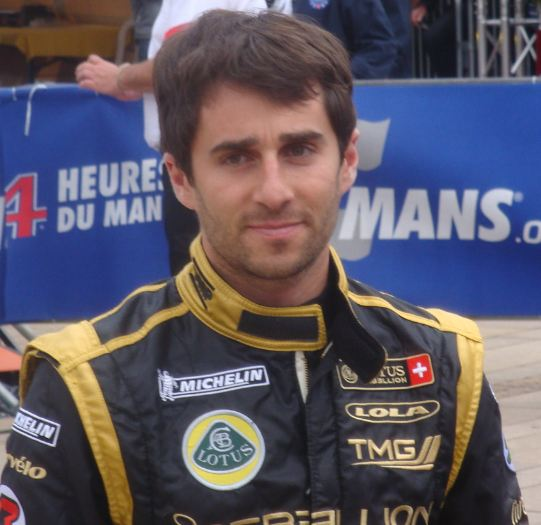
Nicolas Prost

Po Grand Prix Abu Zabi na torze Yas Marina odbyły się testy dla młodych kierowców. Lotusa reprezentowali Nicolas Prost, Edoardo Mortara i Davide Valsecchi. Pierwszego dnia Prost pokonał 55 okrążeń i był piąty na siedmiu kierowców, uzyskując czas 1:44,194, tj. ponad półtorej sekundy gorszy od pierwszego Kevina Magnussena. W drugim dniu Mortara przejechał 75 okrążeń i był trzeci, a jego najlepszy czas – 1:43,418 – był 0,739 sekundy gorszy od najlepszego rezultatu pierwszego António Féliksa da Costy. Trzeciego dnia Valsecchi pokonał 86 okrążeń, a najlepszy czas uzyskany przez niego (1:42,677) pozwolił mu na zajęcie pierwszego miejsca.
Zarówno Räikkönen, jak i Grosjean, wzięli udział w trzeciej części kwalifikacji do Grand Prix Stanów Zjednoczonych. Grosjean uzyskał w tej części czas 1:36,587, a Räikkönen – 1:36,708, co dało tym kierowcom odpowiednio czwarte i piąte miejsce. Za nieregulaminową wymianę skrzyni biegów Grosjean otrzymał jednak karę przesunięcia o pięć miejsc startowych. Taką samą karę otrzymał również Felipe Massa, przez co Grosjean startował z ósmego miejsca, a Räikkönen – z czwartego. Räikkönen wystartował słabo do wyścigu, tracąc cztery pozycje, w przeciwieństwie do Grosjeana, który wyprzedził Fina, a na drugim okrążeniu także Michaela Schumachera. Räikkönen także wyprzedził Schumachera, co nastąpiło na czwartym okrążeniu. Na siódmym okrążeniu Grosjean wypadł z toru i powrócił do rywalizacji za Schumacherem. Na 10 pętli Francuz zjechał na pit-stop. Na 13 okrążeniu Räikkönen wyprzedził Hülkenberga w walce o piąte miejsce. Fin zjechał na pit-stop na 24 okrążeniu i wrócił na tor na szóstym miejscu (Grosjean był w tym momencie ósmy). Po pit-stopach Daniela Ricciardo, Felipe Massy i Jensona Buttona Räikkönen awansował na czwarte miejsce, a Grosjean – na szóste. Na 37 okrążeniu Button wyprzedził Grosjeana, a dwa okrążenia później podobny manewr na Räikkönenie zastosował Massa. Na 45 pętli Brytyjczyk zdołał wyprzedzić Fina. Pod koniec wyścigu Grosjean jechał tuż za Räikkönenem, ale nie zdołał go wyprzedzić, przez co ukończył wyścig na siódmym miejscu, a Räikkönen – na szóstym.
Podczas Q1 do Grand Prix Brazylii Grosjean zderzył się z Pedro de la Rosą, wskutek czego stracił przedni spojler. Francuzowi założono w boksach nowy spojler. Grosjean nie zakwalifikował się do Q2, ustalając czas 1:16,967, który zapewnił mu 18 miejsce. Räikkönen awansował natomiast do Q3, gdzie z czasem 1:13,298 był dziewiąty. Po karze nałożonej na Pastora Maldonado (przesunięcie o 10 pól startowych za niezatrzymanie się na ważenie podczas Q2) Fin startował z ósmego miejsca. Wyścig odbywał się w deszczowych warunkach. Räikkönen utrzymał na starcie swoje miejsce, unikając kolizji z Sebastianem Vettelem. Grosjean natomiast szybko zyskiwał pozycje: na drugim okrążeniu był czternasty, a na piątym – jedenasty. Na szóstym okrążeniu Räikkönen zjechał na pit-stop. Na tym samym okrążeniu Grosjean wypadł z toru i rozbił samochód, kończąc rywalizację. Po pit-stopie Räikkönen wrócił na tor na 19 miejscu, ale na 21 okrążeniu po wyprzedzeniu Michaela Schumachera był już dziesiąty. Na 51 okrążeniu Fin awansował na dziewiąte miejsce, ale okrążenie później wyjechał poza tor i próbował na niego wrócić przez dodatkową aleję, która była jednak zamknięta. Räikkönen zdołał jednak zawrócić i dalej się ścigać. Wskutek tego wydarzenia Räikkönen spadł na 18 miejsce, ale w ciągu czterech okrążeń awansował o siedem pozycji. Po wypadku Paula di Resty Fin awansował na dziesiąte miejsce, na którym ukończył rywalizację.
Räikkönen w klasyfikacji mistrzostw świata kierowców zajął trzecie miejsce, uzyskawszy 207 punktów, Grosjean z 96 punktami był ósmy, natomiast d’Ambrosio nie zdobył ani punktu i sklasyfikowany został na 23 pozycji. W klasyfikacji konstruktorów w sezonie 2012 Lotus zdobył 303 punkty i zajął czwartą pozycję, co było postępem w stosunku do roku 2011, kiedy to Renault (późniejszy Lotus) zdobyło 73 punkty i piąte miejsce w klasyfikacji konstruktorów. Po Grand Prix Brazylii Éric Boullier określił sezon 2012 dla Lotusa jako „bardzo dobry”.

## Opinie
Miesięcznik „F1 Racing” przyznał, że Lotus E20 był jednym z najrówniej jeżdżących samochodów w sezonie 2012 Formuły 1, jako że jeździł systematycznie, podczas gdy rywale odnosili mieszane rezultaty. Z tego powodu nazwał model „nudnym” oraz „pozostającym w cieniu”. Dyrektor techniczny zespołu, James Allison, stwierdził pod koniec sezonu 2012, że model nie jest ani awangardowy, ani konwencjonalny, a celem Lotusa było zbudowanie jak najszybszego samochodu. Allison pochwalił także niedopuszczony system reaktywnego zawieszenia. Inżynier wyścigowy Simon Rennie podkreślił, że w przeciwieństwie do Renault R31 samochód zawsze był łatwy w ustawieniu i miał dobry balans, co było o tyle trudne, że Räikkönen i Grosjean mieli odmienny styl jazdy. Miesięcznik zauważył, że E20 lepiej traktował opony w cieplejszych warunkach, a Allison dodał, że było to jedną z przyczyn faktu, iż samochód lepiej spisywał się w wyścigu niż podczas kwalifikacji.
Nelson Piquet junior nazwał samochód „fantastycznym”, krytykując jednocześnie formę Räikkönena i Grosjeana i dodając, że Fernando Alonso odnosiłby modelem E20 znacznie lepsze rezultaty.

## Wyniki w Formule 1
| Legenda oznaczeń w tabelach wyników Wyświetl szablon na nowej stronie | Legenda oznaczeń w tabelach wyników Wyświetl szablon na nowej stronie                                                                     |
| Oznaczenie                                                            | Wyjaśnienie |
| --------------------------------------------------------------------- | --- |
| Złoty                                                                 | Zwycięzca lub mistrzostwo |
| Srebrny                                                               | 2. miejsce lub wicemistrzostwo |
| Brązowy                                                               | 3. miejsce lub II wicemistrzostwo |
| Zielony                                                               | Ukończył, punktował (w klasyfikacji generalnej, gdy zdobył co najmniej jeden punkt na przestrzeni sezonu, poza trzema powyższymi opcjami) |
| Niebieski                                                             | Ukończył, nie punktował (w klasyfikacji generalnej, gdy nie zdobył co najmniej jednego punktu na przestrzeni sezonu)                      |
| Czerwony                                                              | Nie zakwalifikował się (NZ) |
| Czerwony                                                              | Nie prekwalifikował się (NPK) |
| Różowy                                                                | Nie ukończył (NU) |
| Różowy                                                                | Niesklasyfikowany (NS) (w klasyfikacji generalnej, gdy nie został sklasyfikowany w żadnym wyścigu sezonu)                                 |
| Czarny                                                                | Zdyskwalifikowany (DK) |
| Czarny                                                                | Wykluczony (WYK/EX) |
| Biały                                                                 | Nie wystartował (NW) |
| Biały                                                                 | Kontuzjowany (K/INJ) |
| Biały                                                                 | Wyścig odwołany (OD/C) |
| Bez koloru                                                            | Został wycofany (WYC/WD) |
| Bez koloru                                                            | Nie przybył (NP/DNA) |
| Bez koloru                                                            | Nie brał udziału w treningach (NT/DNP) |
| Bez koloru                                                            | Nie został zgłoszony (–) |
| Pogrubienie                                                           | Start z pole position |
| Kursywa                                                               | Najszybsze okrążenie wyścigu |
| †                                                                     | Nie ukończył, ale jego rezultat został zaliczony ze względu na przejechanie więcej niż 90% dystansu wyścigu.                              |
| *                                                                     | Sezon w trakcie |
| 1/2/3                                                                 | Punktowana pozycja w sprincie |
| Lista systemów punktacji Formuły 1                                    | |

| Sezon | Zespół        | Silnik  | Kierowcy          | Wyniki w poszczególnych eliminacjach | Wyniki w poszczególnych eliminacjach | Wyniki w poszczególnych eliminacjach | Wyniki w poszczególnych eliminacjach | Wyniki w poszczególnych eliminacjach | Wyniki w poszczególnych eliminacjach | Wyniki w poszczególnych eliminacjach | Wyniki w poszczególnych eliminacjach | Wyniki w poszczególnych eliminacjach | Wyniki w poszczególnych eliminacjach | Wyniki w poszczególnych eliminacjach | Wyniki w poszczególnych eliminacjach | Wyniki w poszczególnych eliminacjach | Wyniki w poszczególnych eliminacjach | Wyniki w poszczególnych eliminacjach | Wyniki w poszczególnych eliminacjach | Wyniki w poszczególnych eliminacjach | Wyniki w poszczególnych eliminacjach | Wyniki w poszczególnych eliminacjach | Wyniki w poszczególnych eliminacjach | Wyniki kierowców | Wyniki kierowców | Wyniki konstruktora | Wyniki konstruktora |
| Sezon | Zespół        | Silnik  | Kierowcy          | Australia                            | Malezja                              |                                      | Bahrajn                              | Hiszpania                            | Monako                               | Kanada                               | Unia Europejska                      | Wielka Brytania                      | Niemcy                               | Węgry                                | Belgia                               | Włochy                               | Singapur                             | Japonia                              | Korea Południowa                     | Indie                                |                                      | Stany Zjednoczone                    | Brazylia                             | Pkt.             | Msc.             | Pkt.                | Msc.                |
| ----- | ------------- | ------- | ----------------- | ------------------------------------ | ------------------------------------ | ------------------------------------ | ------------------------------------ | ------------------------------------ | ------------------------------------ | ------------------------------------ | ------------------------------------ | ------------------------------------ | ------------------------------------ | ------------------------------------ | ------------------------------------ | ------------------------------------ | ------------------------------------ | ------------------------------------ | ------------------------------------ | ------------------------------------ | ------------------------------------ | ------------------------------------ | ------------------------------------ | ---------------- | ---------------- | ------------------- | ------------------- |
| 2012  | Lotus F1 Team | Renault | Kimi Räikkönen    | 7                                    | 5                                    | 14                                   | 2                                    | 3                                    | 9                                    | 8                                    | 2                                    | 5                                    | 3                                    | 2                                    | 3                                    | 5                                    | 6                                    | 6                                    | 5                                    | 7                                    | 1                                    | 6                                    | 10                                   | 207              | 3                | 303                 | 4                   |
| 2012  | Lotus F1 Team | Renault | Romain Grosjean   | NU                                   | NU                                   | 6                                    | 3                                    | 4                                    | NU                                   | 2                                    | NU                                   | 6                                    | 18                                   | 3                                    | NU                                   | -                                    | 7                                    | 19†                                  | 7                                    | 9                                    | NU                                   | 7                                    | NU                                   | 96               | 8                | 303                 | 4                   |
| 2012  | Lotus F1 Team | Renault | Jérôme d’Ambrosio | -                                    | -                                    | -                                    | -                                    | -                                    | -                                    | -                                    | -                                    | -                                    | -                                    | -                                    | -                                    | 13                                   | -                                    | -                                    | -                                    | -                                    | -                                    | -                                    | -                                    | 0                | 23               | 303                 | 4                   |